# Presidenza di James Knox Polk
La presidenza di James Knox Polk ebbe inizio il 4 marzo 1845 con la cerimonia d'insediamento e terminò il 4 marzo 1849. James K. Polk, esponente del Partito Democratico, divenne l'undicesimo presidente degli Stati Uniti d'America dopo aver sconfitto Henry Clay, candidato del Partito Whig, alle elezioni presidenziali del 1844. Polk non si ricandidò per un secondo mandato, adempiendo così a un impegno preso nel corso della campagna elettorale; gli succedette il Whig Zachary Taylor. Gravemente provato nel fisico morì appena tre mesi dopo aver lasciato l'incarico.
Ispirandosi alla presidenza di Andrew Jackson, quella di Polk sostenne gli ideali della "democrazia jacksoniana" e del cosiddetto "destino manifesto". Polk viene spesso considerato l'ultimo presidente di forte caratura prima della guerra di secessione americana e quindi della presidenza di Abraham Lincoln, avendo saputo centrare durante i suoi quattro anni di permanenza alla Casa Bianca tutti i principali obiettivi di politica interna e di politica estera stabiliti in campagna elettorale.
La presidenza Polk si rivelò particolarmente attiva negli affari esteri e avvennero le prime grandi espansioni degli Stati Uniti d'America in direzione degli Stati del Pacifico. Quando il Messico si oppose all'annessione texana, il presidente riuscì ad ottenere una vittoria schiacciante nella guerra messico-statunitense, che portò alla cessione messicana di quasi tutti i futuri Stati Uniti sud-occidentali. Minacciò inoltre lo stato di belligeranza permanente con l'impero britannico per ottenere il controllo dell'Oregon Country, raggiungendo infine un accordo per cui la regione fu suddivisa tra le due nazioni all'altezza del 49º parallelo nord. Il presidente realizzò anche i suoi obiettivi nelle principali questioni interne; assicurò una sostanziale riduzione dei dazi sostituendo la precedente legge del 1842 con la legge Walker del 1846, che soddisfaceva gli Stati meno industrializzati del Sud, terra d'origine di Polk, rendendo meno costosi sia i beni importati sia, attraverso la concorrenza, i beni prodotti internamente.
Polk costituì inoltre un sistema di tesoreria indipendente, durato fino al 1913, supervisionò la fondazione dell'United States Naval Academy e dello Smithsonian Institution, la posa della prima pietra all'innovativo monumento a Washington e infine l'emissione del primo francobollo statunitense.
Il presidente non prese parte alle elezioni presidenziali del 1848, anche se il suo bilancio influenzò il risultato. Il generale Taylor, che aveva prestato servizio nel corso della guerra messicana, ottenne la nomina presidenziale Whig e giunse a sconfiggere il candidato democratico e appoggiato da Polk, il senatore Lewis Cass.
Gli storici e i politologi valutano Polk in modo favorevole inserendolo nelle liste dei più grandi presidenti per la sua capacità di proporre, e di ottenere il sostegno necessario, di tutti i maggiori progetti fissati dal proprio programma; tuttavia viene anche criticato per aver trascinato il paese nella guerra contro i messicani e per aver esacerbato le divisioni tra nord e sud. Polk è giudicato come "il meno noto dei presidenti importanti".
La classifica storica dei presidenti degli Stati Uniti d'America inserisce la sua presidenza in una posizione medio-alta, tanto più se paragonata a quelle dei suoi immediati successori, tutti posizionati negli ultimi posti.

La firma autografa del presidente Polk

## Elezioni presidenziali del 1844
Nei mesi che precedettero la convention nazionale del Partito Democratico del 1844, l'ex presidente Martin Van Buren era dai più considerato il favorito per la candidatura a presidente. Polk, che intendeva presentarsi per la carica di vicepresidente, si impegnò in un'accorta operazione interna al partito per diventare il candidato vice di Van Buren. Tuttavia, l'annessione del Texas caldeggiata dal presidente in carica John Tyler cambiò il corso della campagna elettorale; se, da un lato, Van Buren e il favorito vincitore della nomina per il Partito Whig, Henry Clay, si dichiararono contrari all'annessione (temendo un possibile conflitto con il Messico), d'altro canto Polk e l'ex-presidente Andrew Jackson (ancora molto influente all'interno del Partito Democratico) sostennero apertamente la nuova acquisizione di territorio. Deluso dalla posizione assunta da Van Buren (che era stato il suo vicepresidente), Jackson dichiarò di appoggiare Polk per la candidatura a presidente.

Quando iniziarono i lavori della convention il 27 maggio 1844, la questione principale riguardava la soglia di maggioranza dei delegati del partito richiesta per la nomina a candidato del partito. Per iniziativa soprattutto dei delegati degli Stati del Sud, la convention approvò una regola che prevedeva la maggioranza qualificata dei due terzi, di fatto ponendo fine alle speranze di Van Buren di ottenere la nomina, data la forte opposizione nei suoi confronti di una larga minoranza di delegati. Al primo scrutinio Van Buren ottenne il consenso della maggioranza dei delegati, ma non abbastanza per raggiungere i due terzi richiesti, e negli scrutini successivi il suo consenso diminuì progressivamente. All'ottavo scrutinio Polk ottenne 44 voti su 266 delegati presenti, mentre il consenso di tutti gli altri candidati, Lewis Cass e Van Buren, diminuiva sempre più. A seguito di questo ottavo scrutinio, diversi delegati presero la parola sostenendo apertamente la candidatura di Polk. Van Buren, capendo che le sue speranze di ottenere la nomina erano svanite, decise di sostenere Polk, che vinse al nono scrutinio. Ottenendo la nomina, Polk fu il primo cosiddetto dark horse, "cavallo scuro", cioè candidato di secondo piano, a ottenere la nomina a presidente in una convention nazionale. Dopo il rifiuto della candidatura alla carica di vicepresidente di Silas Wright, fedele di Van Buren, la convention nominò come compagno di candidatura di Polk l'ex-senatore della Pennsylvania George M. Dallas.

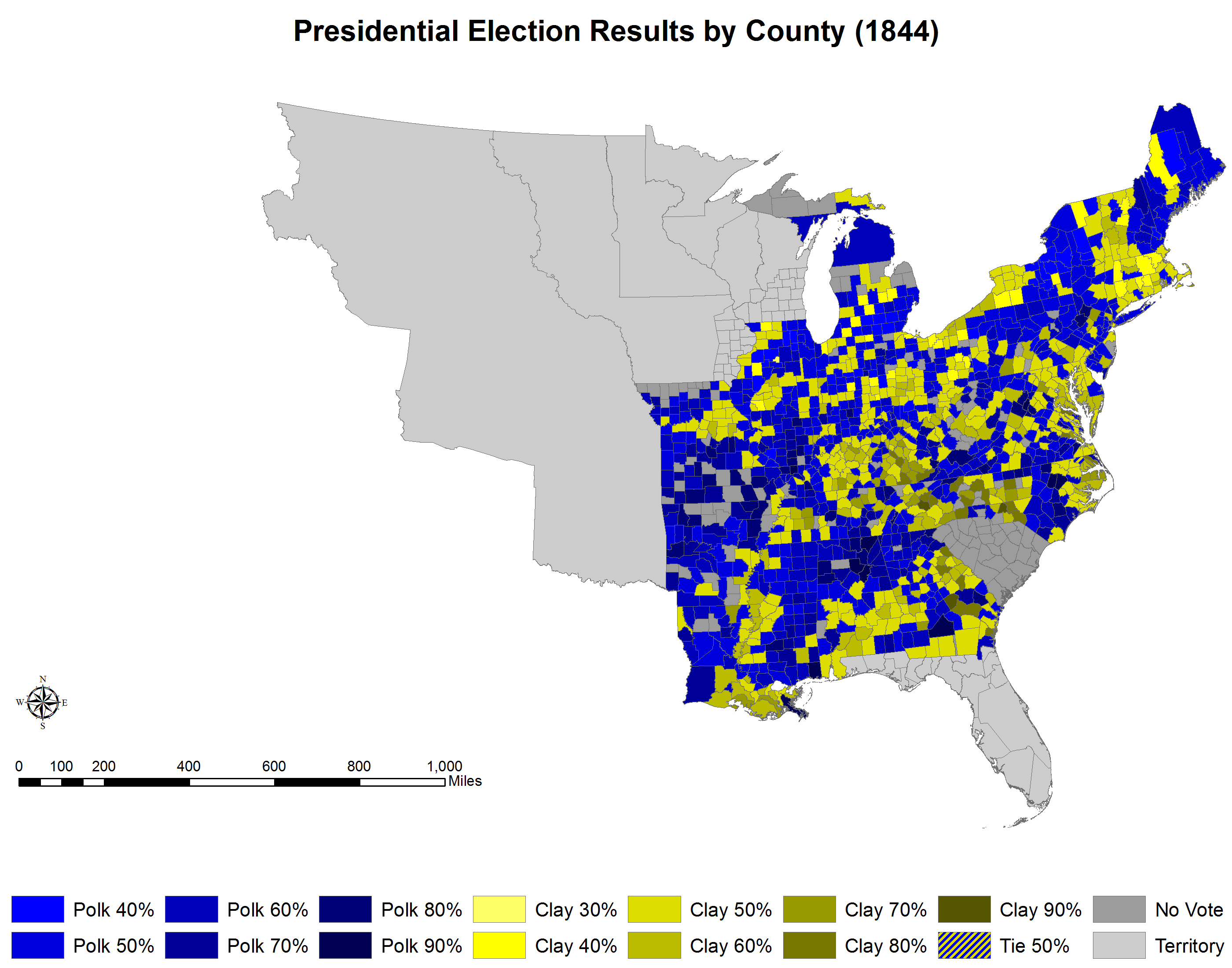
Mappa dei risultati delle elezioni presidenziali del 1844 per contea; in blu le vittorie di Polk

Dopo aver ottenuto la nomina, Polk promise di essere intenzionato a rimanere in carica come presidente per un solo mandato, pensando in tal modo di ottenere il sostegno di uomini forti del partito come Cass, Wright, John C. Calhoun, Thomas Hart Benton e James Buchanan, tutti con aspirazioni alla presidenza. Inoltre non prese una posizione chiaramente contraria alla legge sui dazi del 1842 protezionista, tentando di attrarre il consenso della fondamentale Pennsylvania a sostegno dei dazi. Nello Stato di New York (altro Stato chiave per ottenere la vittoria alle presidenziali), la sua campagna elettorale fu grandemente aiutata dalla contemporanea candidatura alla carica di governatore dello Stato di Wright, il quale era riuscito a unire sulla sua candidatura le diverse fazioni del partito nello Stato.
Nel frattempo, il Liberty Party abolizionista nominò come candidato James G. Birney del Michigan, mentre la convention nazionale dei Whig nominò al primo scrutinio Henry Clay.
Malgrado Polk fosse stato in passato speaker della Camera dei Rappresentanti e governatore del Tennessee, la campagna elettorale del Whig lo attaccò duramente, prendendolo in giro ripetendo lo slogan "Who is James K. Polk?" ("Chi è James K. Polk?") riferendosi alla relativa poca notorietà di Polk rispetto a quella di Van Buren o di Clay. I Whig diffusero per tutta la nazione centinaia di migliaia di volantini anti-Polk, accusandolo di essere un "pupazzo" al soldo della "schiavocrazia" ("slaveocracy") e di essere un radicale che avrebbe portato alla dissoluzione degli Stati Uniti con la sua volontà di annettere il Texas. Alcuni Democratici come Robert Walker rilanciarono la questione dell'annessione texana, sostenendo che il Texas e l'Oregon facevano certamente parte dell'alveo naturale statunitense, e che erano stati perduti durante la presidenza di James Monroe. Walker inoltre sostenne che il Texas sarebbe diventato un mercato per i beni prodotti dagli Stati del Nord e la sua annessione avrebbe legittimato la "redistribuzione" della schiavitù, il che avrebbe provocato la nascita di un movimento per una graduale emancipazione degli schiavi. Clay, al contrario, sostenne che l'annessione del Texas avrebbe scatenato una guerra contro il Messico, facendo aumentare contemporaneamente le tensioni interne.
Alla fine, Polk vinse le elezioni presidenziali di strettissima misura nel voto popolare, sconfiggendo Clay al collegio elettorale con 107 voti a suo favore contro 105; se Polk avesse avuto qualche migliaio di elettori nello Stato di New York in meno, la vittoria sarebbe andata a Clay. Diverse migliaia di voti contrari all'annessione texana nello Stato di New York andarono a Birney, e la sua presenza alle elezioni potrebbe essere costata a Clay la presidenza.

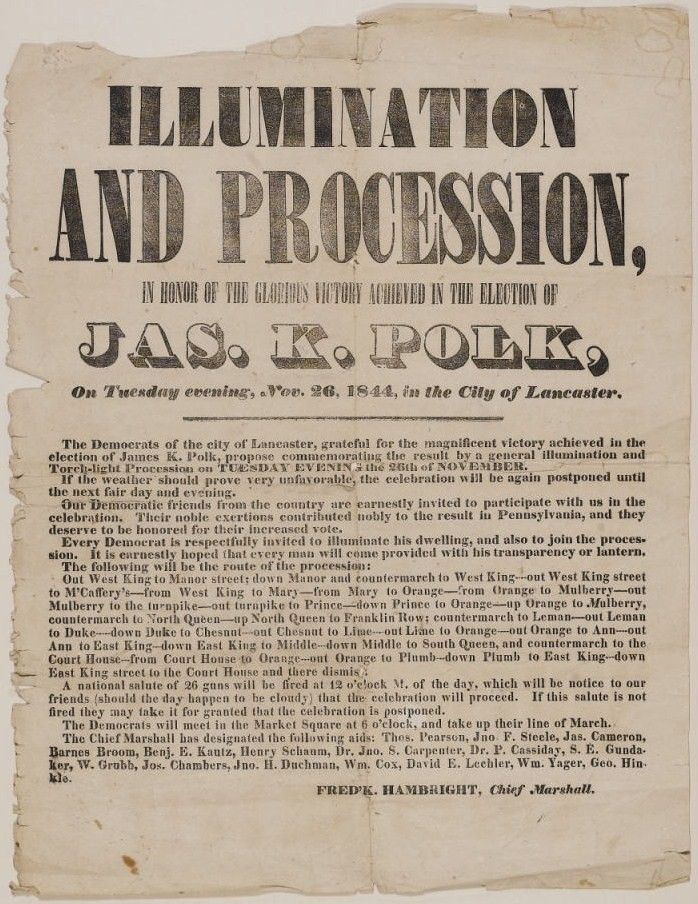
Manifesto che annuncia una celebrazione a Lancaster (Pennsylvania) in onore della "gloriosa vittoria" ottenuta da Polk alle elezioni

Durante il periodo di transizione il presidente uscente John Tyler cercò di completare le pratiche per l'annessione del Texas. Il Senato aveva già bocciato un precedente trattato che avrebbe ammesso nell'Unione la Repubblica del Texas, per cui Tyler tentò di far approvare una risoluzione comune da entrambe le Camere del Congresso.

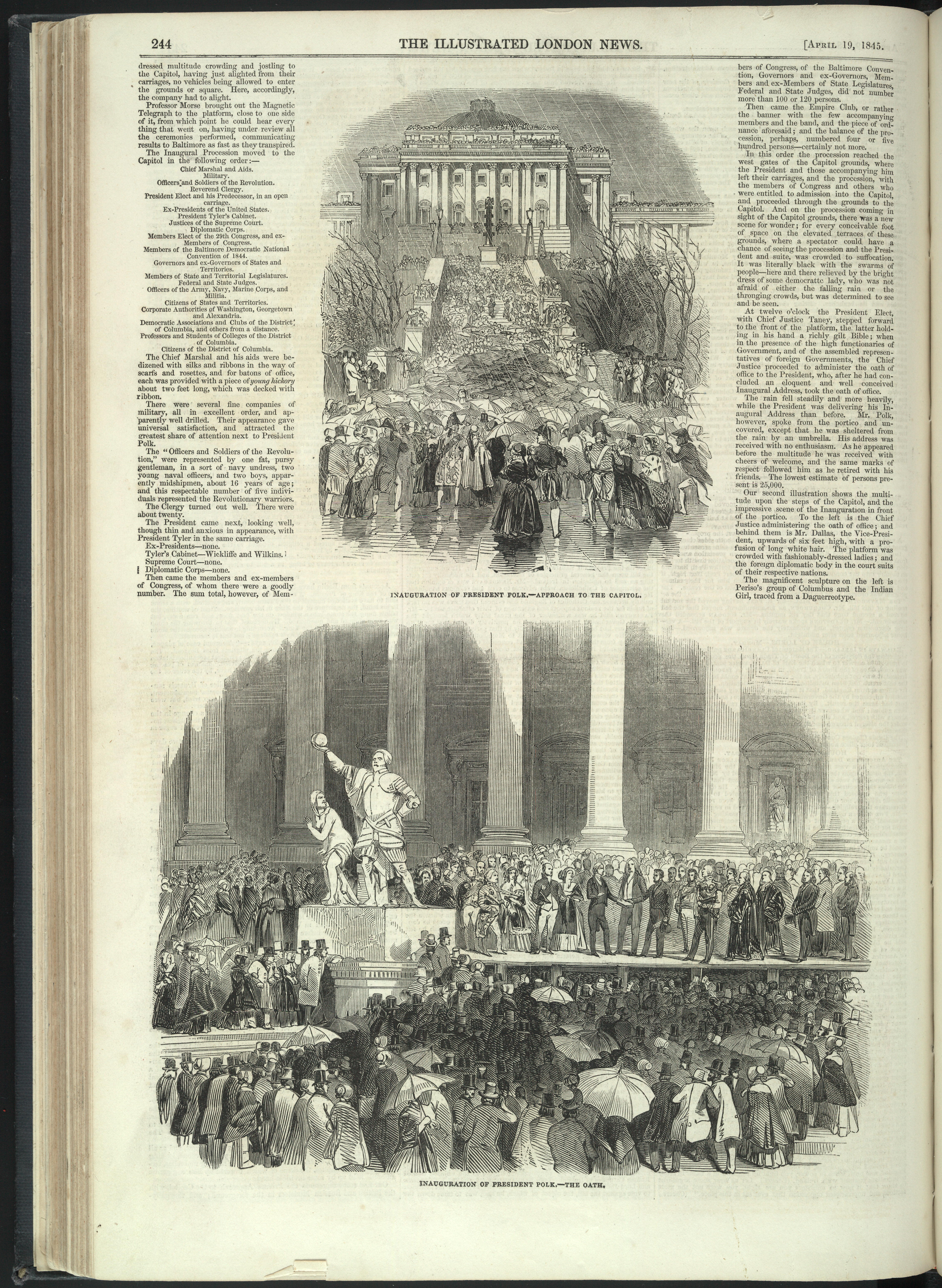
L'inaugurazione di Polk raffigurata dal The Illustrated London News

A causa dei forti disaccordi inerenti alla possibilità di estendere la schiavitù nell'ovest, il senatore Benton del Missouri e il Segretario di Stato uscente Calhoun dissentirono sul modo migliore di procedere all'annessione e Polk fu coinvolto nei negoziati per risolvere lo stallo. Con l'aiuto determinante del Presidente eletto la risoluzione venne infine proposta al Congresso. Con una mossa a sorpresa compiuta solamente due giorni prima dell'insediamento di Polk, Tyler propose al Texas un'offerta formale di annessione.

## Insediamento
La cerimonia d'insediamento si tenne nel portico orientale del Campidoglio a Washington; al giuramento presiedette il presidente della Corte suprema Roger Brooke Taney. Fu il primo insediamento di presidente annunciato per telegrafo e mostrato in un'illustrazione di giornale (nel The Illustrated London News).
Il discorso di Polk, scritto con l'aiuto di Amos Kendall, fu un messaggio di speranza e fiducia. Con 4 476 parole è il secondo discorso inaugurale più lungo (dietro solo a quello pronunciato da William Henry Harrison quattro anni prima); in esso vennero sottolineati i principi della democrazia jacksoniana che avevano guidato l'intera carriera politica di Polk e le linee guida del Partito Democratico che sarebbero state seguite dalla sua presidenza.
Uno dei temi principali fu quello dell'espansione a Occidente della nazione; precisò quanto fosse importante l'ammissione della Repubblica del Texas nell'Unione e osservò che gli statunitensi si stavano trasferendo in terre sempre più a ovest (territorio dell'Alta California e territorio dell'Oregon). Dichiarò:
Ai tempi in cui Polk divenne presidente, la popolazione statunitense stava raddoppiando in media ogni venti anni a partire dalla Rivoluzione americana, raggiungendo ormai lo stesso ordine di grandezza della popolazione britannica. La presidenza Polk fu testimone di un continuo avanzamento tecnologico, come ad esempio l'espansione della rete ferroviaria e il sempre più intenso utilizzo del telegrafo. Lo sviluppo delle tecnologie di comunicazione e l'aumento della popolazione trasformò così gli Stati Uniti in una grande potenza militare, alimentando l'espansionismo.
Partiti politici: 

  Democratico
| Dipartimento / Funzione        | Foto | Nome               | Data        |
| ------------------------------ | ---- | ------------------ | ----------- |
| Presidente                     |      | James Knox Polk    | 1845 - 1849 |
| Vicepresidente                 |      | George M. Dallas   | 1845 - 1849 |
|                                |      |                    |             |
| Segretario di Stato            |      | James Buchanan     | 1845 - 1849 |
| Segretario al tesoro           |      | Robert John Walker | 1845 - 1849 |
| Segretario alla Guerra         |      | William Marcy      | 1845 - 1849 |
| Procuratore generale           |      | John Young Mason   | 1845 - 1846 |
| Procuratore generale           |      | Nathan Clifford    | 1846 - 1848 |
| Procuratore generale           |      | Isaac Toucey       | 1848 - 1849 |
| Direttore generale delle poste |      | Cave Johnson       | 1845 - 1849 |
| Segretario alla Marina         |      | George Bancroft    | 1845 - 1846 |
| Segretario alla Marina         |      | John Young Mason   | 1846 - 1849 |

## Presidenza

### Cronologia
Gli eventi salienti della presidenza Polk furono:
1845
- morte dell'ex presidente Andrew Jackson;
- inizio delle pubblicazioni di Scientific American;
- fondazione dell'United States Naval Academy;
- enunciazione - anticipata nel corso della campagna elettorale per le elezioni presidenziali del 1844 - della teoria del "destino manifesto", un'applicazione rigorosa della "dottrina Monroe" secondo cui gli Stati Uniti avevano il dovere di espandersi aggressivamente verso ovest;
- annessione texana: il nuovo Stato federato del Texas entra nell'Unione;

1846
- inizio della guerra messico-statunitense;
- battaglia di Palo Alto;
- dichiarazione d'indipendenza da parte della Repubblica della California;
- rottura della Liberty Bell mentre veniva suonata per festeggiare l'anniversario della nascita di George Washington;
- fondazione della Smithsonian Institution;
- avvio della spedizione Donner;
- fondazione dell'Associated Press;
- costituzione in Stato del Territorio dell'Iowa: il nuovo Stato federato dell'Iowa entra nell'Unione;
- trattato dell'Oregon;
- battaglia di Monterey;
- battaglia di Monterrey;

1847
- invenzione da parte di Samuel Colt della prima rivoltella;
- Yerba Buena in California è ribattezzata come San Francisco;
- battaglia di Buena Vista;
- fondazione dell'American Medical Association;
- stampa del primo francobollo degli Stati Uniti, con impresso il volto di George Washington;
- arrivo dei pionieri mormoni al Gran Lago Salato con la conseguente fondazione di Salt Lake City;
- inizio della guerra cayuse;
- elezione di Abraham Lincoln alla Camera dei Rappresentanti per l'Illinois;

1848
- scoperta dell'oro nel territorio dell'Alta California, che diede il via alla grande corsa all'oro californiana;
- inizio dei lavori per l'erezione del monumento a Washington;
- morte dell'ex presidente John Quincy Adams;
- fondazione del Chicago Board of Trade;
- trattato di Guadalupe Hidalgo, con conseguente cessione messicana;
- costituzione in Stato del territorio del Wisconsin: il nuovo Stato federato del Wisconsin entra nell'Unione;
- Convenzione di Seneca Falls, atto di nascita del femminismo negli Stati Uniti d'America;
- organizzazione del territorio dell'Oregon;
- fondazione della Boston Public Library;
- fondazione dell'Università del Mississippi;
- fondazione dell'Università del Wisconsin-Madison;
- epidemia di colera a New York, con oltre 5 000 vittime;
- vittoria di Zachary Taylor alle elezioni presidenziali del 1848;

1849
- prima laurea concessa a una donna statunitense in medicina, (Elizabeth Blackwell);
- organizzazione del territorio del Minnesota;
- istituzione del Dipartimento degli Interni.

### Gabinetto ministeriale
Il presidente governò appoggiandosi molto sui suoi ministri, a cui diede molta importanza; il gabinetto ministeriale si riunì regolarmente due volte alla settimana e Polk e i suoi membri durante questi incontri discussero apertamente su tutti i principali problemi all'ordine del giorno. Nonostante questa forte collegialità di governo, il presidente si occupò talvolta anche di dettagli dei vari dipartimenti, in particolare per quanto riguarda l'ambito militare.
Nel selezionare i ministri Polk tenne conto del consiglio dell'ex presidente Andrew Jackson, di evitare personalità che avessero aspirazioni a diventare presidenti, sebbene decise di nominare James Buchanan per il ruolo cruciale e prestigioso di segretario di Stato. Sebbene Polk rispettasse l'opinione di Buchanan e quest'ultimo avesse un ruolo decisivo all'interno della compagine, i due si scontrarono spesso sia in materia di politica estera sia riguardo agli incarichi diplomatici. Polk pensò più di una volta di rimuovere Buchanan dall'incarico poiché sospettava che avesse posto le proprie aspirazioni alla presidenza al di sopra del suo ruolo di ministro, ma Buchanan riuscì sempre a convincerlo del contrario.
Polk scrisse sia a Martin Van Buren sia a Silas Wright chiedendo un suggerimento per nominare un esponente di New York alla carica di segretario al tesoro e i due gli segnalarono Azariah Cutting Flagg. Polk inizialmente pensava di nominare il senatore Robert John Walker del Mississippi a Procuratore generale; Cave Johnson, un amico intimo e alleato di Polk, sarebbe stato invece scelto per la posizione di Direttore generale delle poste.
Sebbene il presidente fosse personalmente vicino al segretario alla Marina uscente John Young Mason, provò a sostituirlo a causa dell'insistenza di Jackson nel ritenere che nessuno dei ministri della precedente presidenza di John Tyler dovesse essere confermato. Al suo posto incaricò quindi George Bancroft, uno storico che aveva avuto un ruolo cruciale nella candidatura di Polk alle elezioni presidenziali del 1844. 

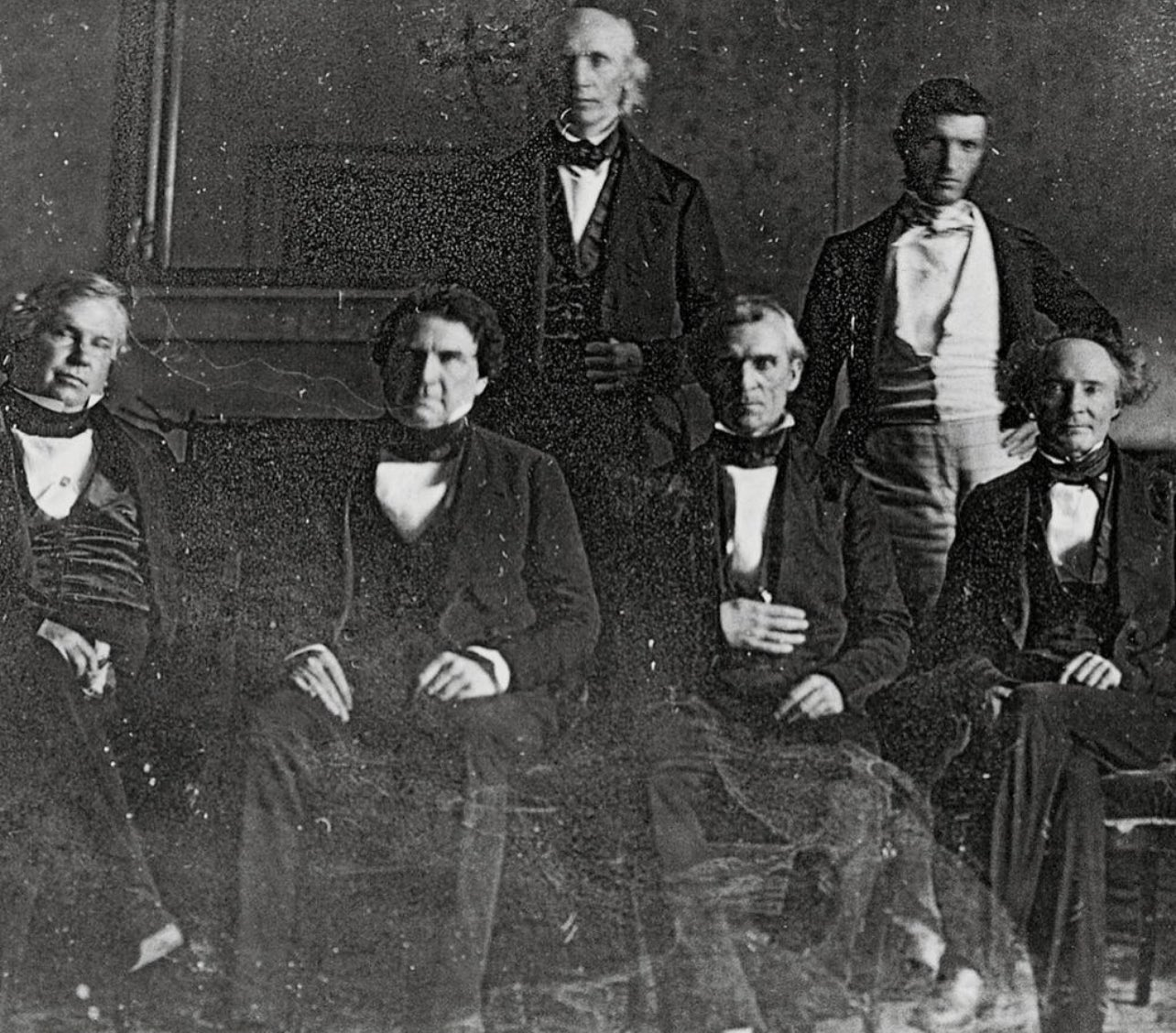
Il gabinetto ministeriale. Seduti (da sinistra): John Young Mason, William Marcy, James Knox Polk, Robert John Walker; dietro (in piedi) Cave Johnson e George Bancroft; James Buchanan è assente.

Per il posto di segretario alla Guerra il presidente cercò in un primo tempo di nominare Andrew Stevenson della Virginia, dando in tal maniera al potenziale governo tre leader degli Stati schiavisti e tre capi appartenenti invece a quelli liberi. Tali scelte furono approvate da Jackson, che Polk incontrò per l'ultima volta nel gennaio del 1845; l'ex presidente morì nel giugno seguente; 

Messaggio di nomina del nuovo gabinetto ministeriale

Tuttavia dopo che la notizia della selezione di Buchanan trapelò, il vicepresidente George M. Dallas (suo rivale in Pennsylvania) e molti sudisti chiesero che Walker ricevesse una posizione più prestigiosa al Tesoro. Il presidente cercò invece di nominare Bancroft, come scelta di compromesso al Tesoro, mentre mise Mason come Procuratore Generale e un esponente dello Stato di New York, William Marcy, come segretario alla Guerra. Polk sperava che l'incarico a Marcy ammorbidisse Van Buren, ma questi al contrario ne fu indignato, in parte anche a causa dell'affiliazione di Marcy con la corrente politica rivale degli "Hunker"; Marcy emerse presto come uno dei membri più abili e leali dell'amministrazione. Polk adirò ulteriormente Van Buren scegliendo infine Walker per il Tesoro. Questi era difatti, assieme a Buchanan, uno dei più importanti tra i Democratici. Bancroft fu di nuovo posto alla Marina.
Dopo lo scoppio della guerra messico-statunitense Polk operò un cospicuo rimpasto, mandando Bancroft nel Regno Unito di Gran Bretagna e Irlanda come ambasciatore, spostando Mason al suo originale ruolo di segretario alla Marina e nominando al contempo Nathan Clifford a procuratore generale.

La bandiera degli Stati Uniti d'America a 27 stelle all'inizio della presidenza Polk

### Programma e risultati
Secondo quanto raccontato decenni dopo da George Bancroft, Polk stabilì quattro obiettivi chiaramente definiti per la sua presidenza:
- Ristabilire un sistema di Tesoro indipendente;
- Ridurre le tariffe daziarie;
- Acquisire l'Oregon Country per intero o almeno una sua porzione rilevante, sottraendolo al controllo dell'impero britannico;
- Acquisire il territorio dell'Alta California e Santa Fe de Nuevo México dal Messico;

I suoi obiettivi di politica interna erano in continuità con le tradizionali politiche dei Democratici; il completamento con successo dei punti di politica estera costituì il primo importante aumento di territorio per gli Stati Uniti dopo il trattato Adams-Onís del 1819.

### Nomine giuridiche
Il presidente nominò tre giudici alla Corte suprema, una delle nomine fu però respinta dal Senato:
- George Washington Woodward - giudice associato (in sostituzione di Henry Baldwin); scelto il 23 dicembre 1845 e respinto dal Senato il 22 gennaio 1846;
- Levi Woodbury - giudice associato (in sostituzione di Joseph Story); scelto il 20 settembre 1845, confermato dal Senato il 23 dicembre;
- Robert Cooper Grier - giudice associato (in sostituzione di Henry Baldwin); scelto il 3 agosto 1846 e confermato dal Senato il giorno successivo.

| Nome                | Seggio | Stato         | Inizio servizio attivo | Termine servizio attivo |
| Robert Cooper Grier | 1°     | Pennsylvania  | 4 agosto 1846          | 31 gennaio 1870         |
| Levi Woodbury       | 2°     | New Hampshire | 20 settembre 1845      | 4 settembre 1852        |

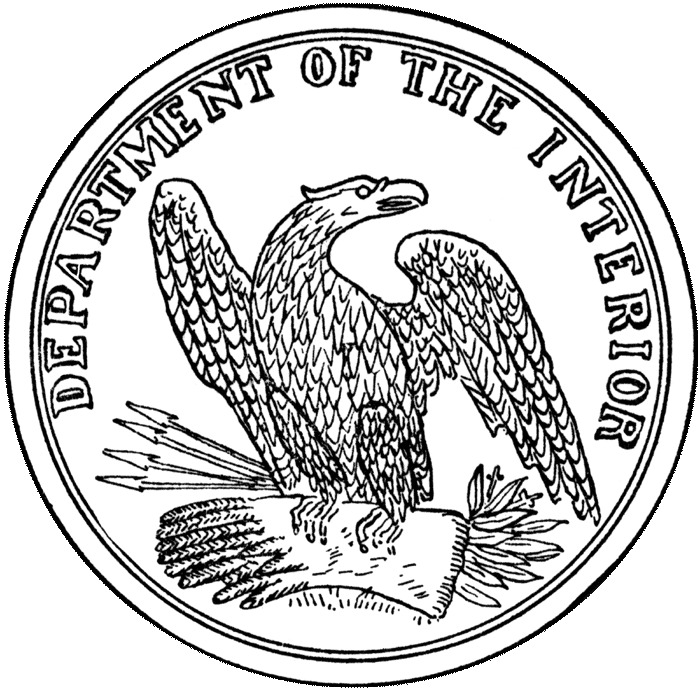
Stemma originario adottato dal Dipartimento degli Interni, in uso fino alla conclusione della presidenza di William Howard Taft nel 1913

Polk nominò anche otto giudici federali, uno per la Corte di Washington e gli altri sette per vari tribunali distrettuali.
| Nome         | Circuito              | Inizio servizio attivo | Termine servizio attivo |
| James Dunlop | Distretto di Columbia | 3 ottobre 1845         | 27 novembre 1855        |

| Nome                     | Corte distrettuale     | Inizio servizio attivo | Termine servizio attivo |
| John White Brockenbrough | Virginia Occidentale   | 14 gennaio 1846        | 4 maggio 1861           |
| Isaac Hopkins Bronson    | Florida                | 8 agosto 1846          | 13 agosto 1855          |
| John James Dyer          | Iowa                   | 3 marzo 1847           | 14 settembre 1855       |
| John Kintzing Kane       | Pennsylvania Orientale | 17 giugno 1846         | 21 febbraio 1858        |
| William Marvin           | Florida Meridionale    | 3 marzo 1847           | 1º luglio 1863          |
| Andrew Galbraith Miller  | Wisconsin              | 12 giugno 1848         | 1º gennaio 1873         |
| John Charles Watrous     | Texas                  | 29 maggio 1846         | 19 aprile 1870          |

### Dipartimento degli Interni
Uno degli ultimi atti di Polk come presidente fu promulgare la legge per l'istituzione del Dipartimento degli Interni, il 3 marzo 1849; fu la prima volta che si istituiva un nuovo dipartimento a livello di gabinetto ministeriale della storia degli Stati Uniti. Polk nutriva timori che il governo federale potesse usurpare il potere sulle terre pubbliche dei singoli Stati federati. Tuttavia la legge gli fu presentata nel suo ultimo giorno intero in carica e non ebbe il tempo materiale di trovare motivi costituzionali per imporre un veto e di redigere un messaggio ufficiale in proposito, cosicché acconsentì a promulgarla.

### Nuovi Stati ammessi nell'Unione
Furono tre i nuovi Stati federati ammessi nell'Unione nel corso della presidenza Polk:
- Texas - Dal 29 dicembre 1845, 28º Stato federato;
- Iowa - Dal 28 dicembre 1846, 29º Stato federato;
- Wisconsin - Dal 29 maggio 1848, 30º Stato federato.

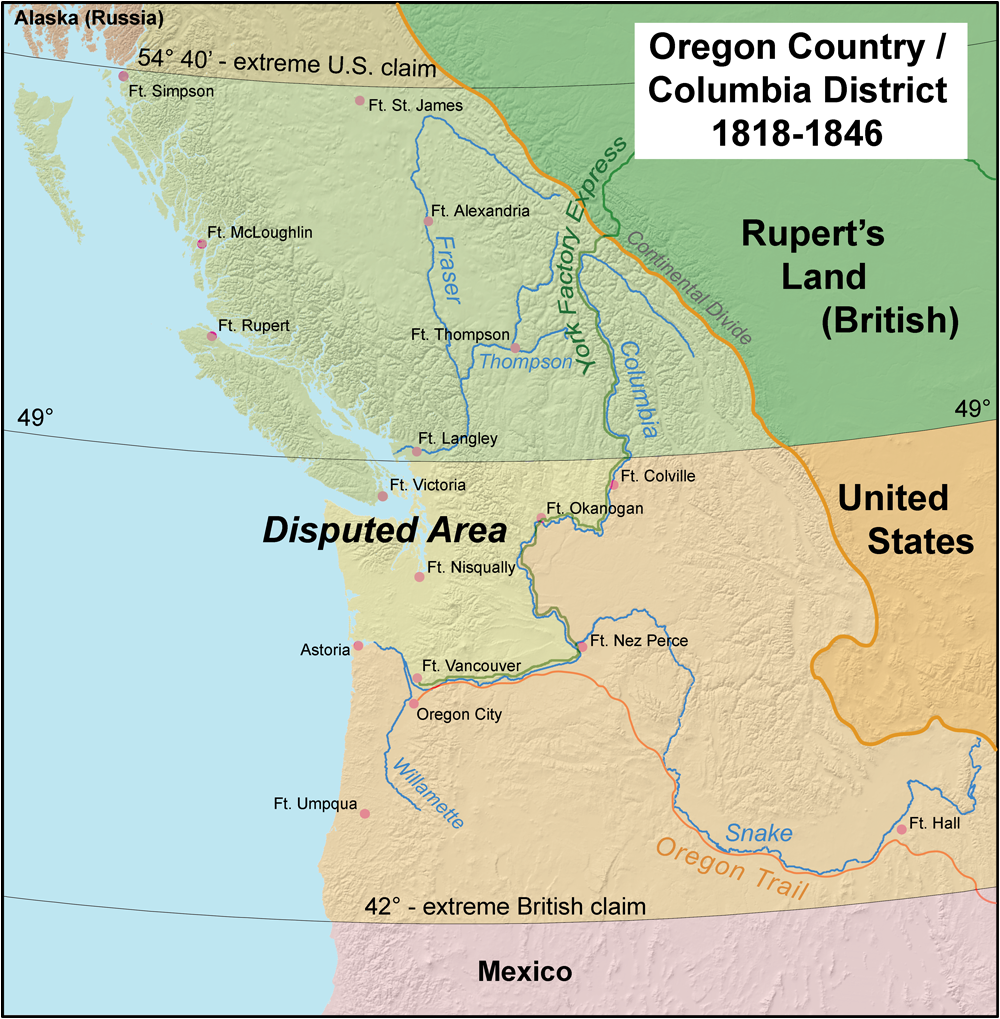
Mappa dell'Oregon Country/Columbia, che il trattato dell'Oregon divise definitivamente tra statunitensi e britannici all'altezza del 49º parallelo Nord. La regione si estendeva dal 42º parallelo al 54° 40' parallelo; la parte più pesantemente contestata è quella evidenziata. Il centro della regione è attraversato dal fiume Columbia.

## Politica estera

### Relazioni con l'impero britannico: partizione dell'Oregon

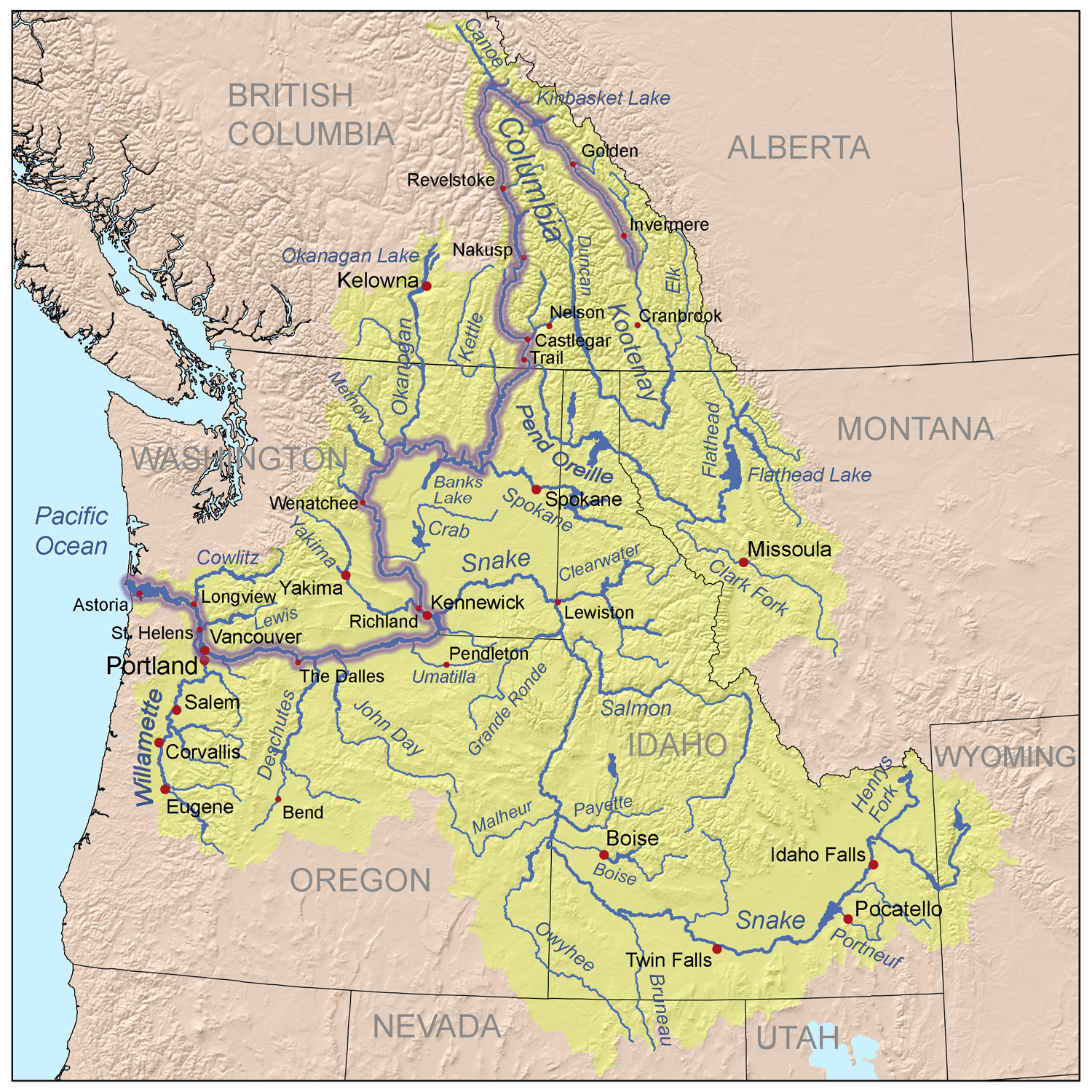
Mappa del fiume Columbia e dei suoi affluenti, che mostra i confini politici moderni e le relative città

A partire dalla firma del trattato del 1818 la regione denominata Oregon Country era sotto il controllo congiunto dell'impero britannico e degli Stati Uniti. Le precedenti presidenze statunitensi avevano già proposto di suddividere la regione lungo il 49º parallelo Nord, ma ciò non era accettabile per i britannici in quanto mantenevano forti interessi commerciali lungo tutto il corso del fiume Columbia; la divisione proposta da questi ultimi, con lo stretto di Puget e tutte le aree canadesi poste a Nord del Columbia che sarebbero andate ai britannici, era invisa a Polk. L'ambasciatore Edward Everett aveva già tentato di proporre una nuova soluzione che avrebbe suddiviso la maggior parte del territorio con la linea del 49º parallelo, pur conferendo la strategica isola di Vancouver ai britannici; la presidenza di John Tyler però finì prima che i negoziati potessero iniziare. Sebbene le parti cercassero un compromesso accettabile per entrambi, ciascuna considerava il territorio un importante strumento geopolitico rilevante nel determinare la potenza predominante nell'America settentrionale.

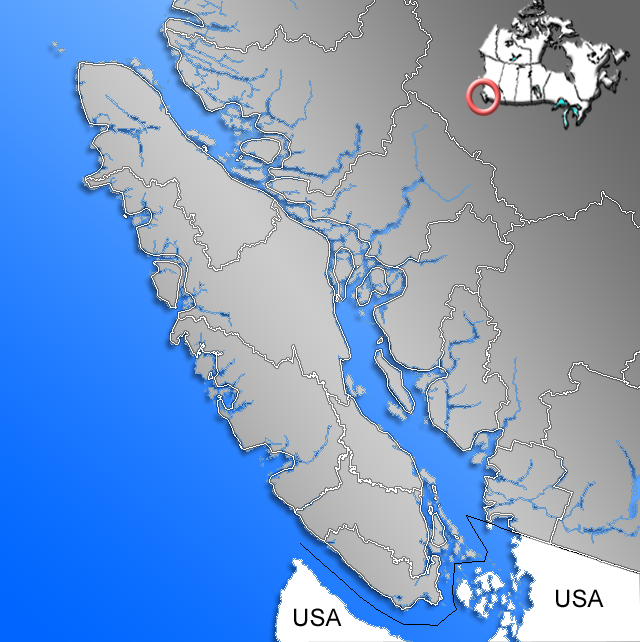
Localizzazione dell'isola di Vancouver

Al momento del suo insediamento il presidente annunciò che avrebbe considerato la rivendicazione statunitense su quella terra come "chiara e indiscutibile", provocando le minacce di guerra da parte di esponenti britannici nel caso in cui Polk avesse provato a prendere il controllo sull'intera regione. Nonostante la retorica presidenziale aggressiva e il desiderio di annessione di tutto il territorio, Polk considerava un'eventuale guerra contro i britannici imprudente; pertanto con la collaborazione del segretario di Stato James Buchanan diede inizio a trattative.
Come già avevano fatto i suoi predecessori, anche Polk propose una divisione netta all'altezza del 49º parallelo, ma la sua proposta venne rigettata dall'ambasciatore britannico Richard Pakenham. A seguito di questo rifiuto, il presidente interruppe le negoziazioni per ritornare alla richiesta presente nel programma elettorale del Partito Democratico che reclamava l'intero territorio fino alla linea del 54° 40' parallelo, confine meridionale dell'America russa. La proposizione 54° 40' o lotta! divenne un popolare grido di battaglia tra i Democratici. Questo slogan però, sebbene spesso associato a Polk, era la posizione dei suoi rivali interni, che volevano che il presidente si dimostrasse intransigente nell'acquisire il territorio dell'Oregon così come lo era stato nei confronti dell'annessione texana; esso viene fatto risalire impropriamente alla campagna elettorale per le elezioni del 1844, ma fu creato almeno un anno dopo. Buchanan era alquanto diffidente nei confronti di una guerra su due fronti (a Sud contro i messicani e a Nord contro gli inglesi), ma Polk sembrava disposto a rischiare un conflitto simultaneo.
Verso la fine del 1845 iniziarono i preparativi per dare ai britannici un preavviso di un anno (così come veniva espressamente richiesto nel trattato del 1818) dell'intenzione della presidenza di porre fine all'occupazione congiunta della regione. Quando il segretario di Stato per gli affari esteri e del Commonwealth George Hamilton Gordon, IV conte di Aberdeen apprese del progetto respinto da Pakenham richiese agli Stati Uniti di poter riaprire i negoziati bilaterali. Polk rifiutò, lasciando aperta la possibilità di una proposta formale da parte britannica; su sollecitazione di Buchanan Polk accettò infine il progetto secondo cui, se gli inglesi avessero offerto un accordo simile a quello proposto a suo tempo da Everett, egli avrebbe potuto farlo discutere dal Senato.
Le trattative in corso suscitarono un acceso dibattito al Congresso; mentre gli esponenti dell'ovest come Lewis Cass continuarono a pretendere tutto l'Oregon, il presidente cominciò a subire crescenti pressioni da parte degli esponenti del sud come John Calhoun i quali temevano che un conflitto aperto con i britannici avrebbe interferito pesantemente con il commercio del cotone.

Il 49º parallelo Nord segna la linea di demarcazione nord-occidentale della nazione, porzione significativa del confine tra il Canada e gli Stati Uniti d'America

Nel marzo del 1846 Polk permise a Buchanan d'informare l'ambasciatore statunitense nel Regno Unito Louis McLane che la presidenza avrebbe guardato con favore a una proposta britannica basata su una ripartizione all'altezza del 49º parallelo. A giugno Pakenham presentò un'offerta che chiedeva una linea di confine posta esattamente sul 49º parallelo, con l'eccezione per l'isola di Vancouver, che sarebbe andata ai britannici, e con limitati diritti di navigazione sul fiume Columbia garantiti ai britannici fino al 1849. Il presidente e la maggior parte del gabinetto ministeriale erano pronti ad accettare ma Buchanan, con una sorprendente inversione di marcia, iniziò invece a chiedere il controllo dell'intero territorio. Dopo essere riuscito a vincere la riluttanza del proprio segretario di Stato e di molti senatori alleati, Polk sottopose il trattato completo al Senato per l'approvazione; la ratifica ufficiale giunse con un voto di 41 contro 14. Dopo interi anni di negoziati, si arrivava così al trattato dell'Oregon.

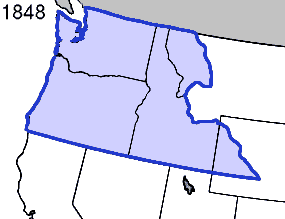
Il territorio dell'Oregon (colorato in blu) dopo la stipula del trattato dell'Oregon; gli odierni Stati federati di Washington, Oregon e Idaho - oltre a parte del Montana e dello Wyoming - sono indicati dalla linea tratteggiata

La volontà di Polk di rischiare il tutto per tutto fino allo scatenamento di una guerra contro gli anglo-canadesi aveva spaventato molti, ma le sue dure tecniche di negoziato gli conquistarono l'appoggio dell'opinione pubblica nei riguardi delle concessioni offerte e dei guadagni acquisiti (in particolare per quanto concernente il fiume Columbia).

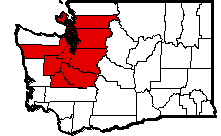
Mappa della regione dello Stato di Washington (colorata in rosso) bagnata dallo stretto di Puget (in nero). Le varie contee sono delimitate dalla linea tratteggiata

La porzione del territorio dell'Oregon in tal modo acquisita andò in seguito a formare gli Stati Washington, Oregon e Idaho e una parte del Montana e dello Wyoming; i confini stabiliti dal trattato costituiscono ancora oggi la porzione più importante a nord ovest del confine tra il Canada e gli Stati Uniti d'America.

### Annessione del Texas
I bianchi americani che si erano insediati in Texas si erano ribellati contro il Messico ed avevano ottenuto l'indipendenza del Texas nel 1836, con la costituzione della Repubblica del Texas; molti dei coloni erano emigrati statunitensi ancora legati alla madrepatria e molti di loro cercarono di far aderire il Texas all'Unione. Dopo aver accolto con soddisfazione la vittoria di Polk alle elezioni presidenziali del 1844, l'uscente presidenza di John Tyler chiese al Congresso di approvare una risoluzione in ciascuna delle due Camere che proponesse l'immediata annessione del Texas, a cui il presidente eletto si era mostrato favorevole durante la propria campagna elettorale. 

La bandiera del Texas detta "Lone Star". Il vessillo fu adottato ufficialmente dalla neonata Repubblica del Texas il 25 gennaio 1839 e rimase immutato anche da Stato federato moderno dopo l'annessione texana

Il Congresso approvò la risoluzione il 28 febbraio 1845.
Con una mossa a sorpresa, due giorni prima del passaggio di consegne Tyler inviò al Texas una proposta di annessione. La prima decisione importante per Polk fu quindi se richiamare l'emissario di Tyler in Texas. Polk scelse tuttavia di consentirgli di continuare l'opera, con la speranza che i texani accettassero il progetto di unificazione. Il presidente mantenne in carica anche l'ambasciatore in Texas, Andrew Jackson Donelson, anch'egli impegnato a convincere i texani ad accettare l'annessione secondo i termini proposti da Tyler. Sebbene il sentimento prevalente dell'opinione pubblica texana fosse a favore dell'annessione, alcuni dirigenti della nuova Repubblica non sembrarono apprezzare i termini assai rigidi della proposta; vi era uno scarso margine per le trattative e le terre pubbliche dovevano essere cedute al governo federale. Nel luglio del 1845, tuttavia, un'assemblea tenutasi ad Austin accolse la proposta e ne approvò la ratifica (risultati su Wikisource); a dicembre Polk firmò una risoluzione che annetteva il Texas come 28º Stato dell'Unione. 
L'annessione texana avrebbe molto velocemente condotto a un forte aumento delle tensioni con il Messico, che non aveva riconosciuto l'indipendenza della nuova repubblica.

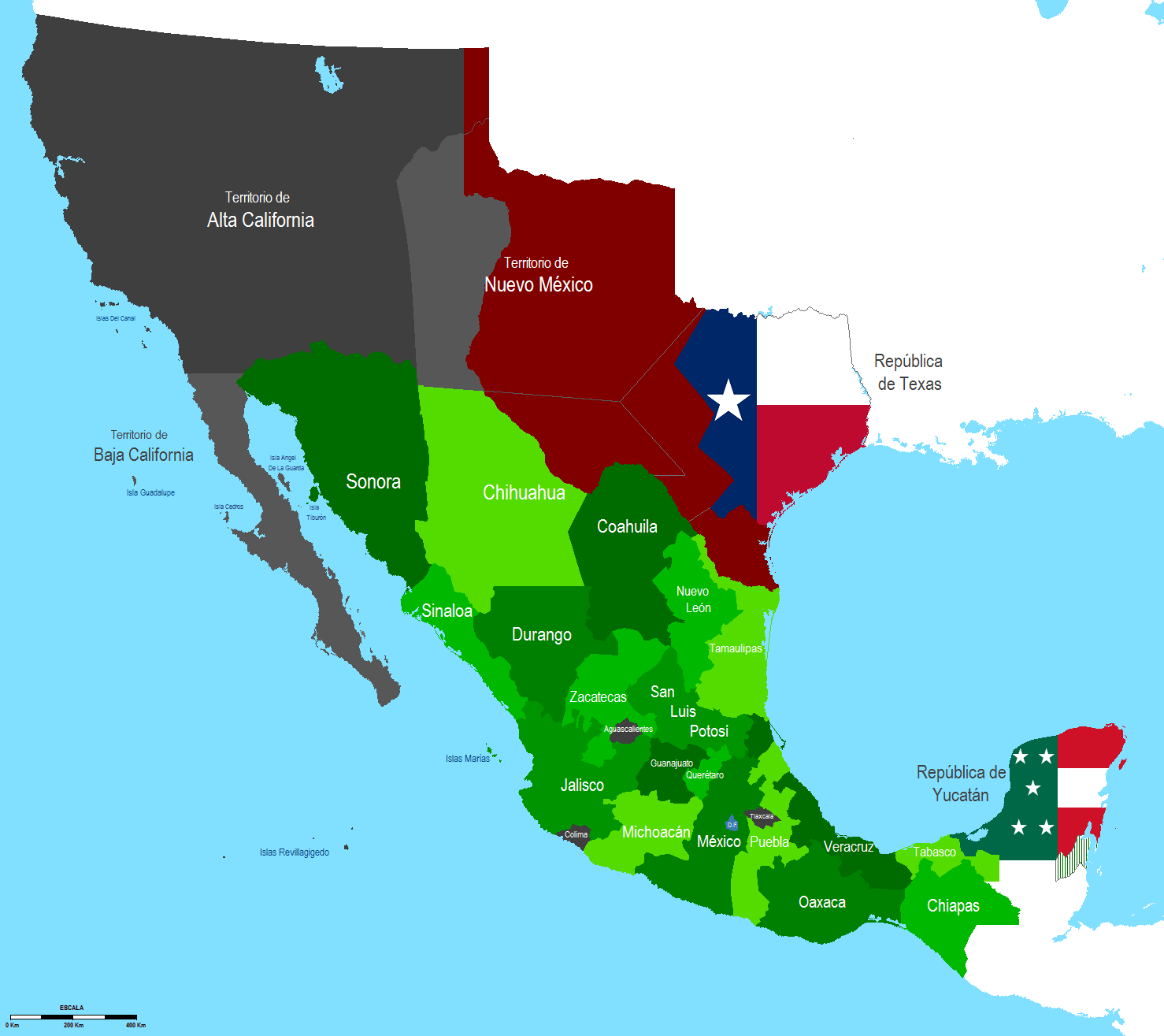
Mappa del Messico nel 1845 con la Repubblica del Texas, la Repubblica dello Yucatán e le parti sottoposte a contenzioso tra Messico e Texas in rosso scuro; in grigio scuro la regione californiana. Il Messico rivendicava il controllo sulla totalità del territorio texano.

### Guerra contro il Messico
(Mario Francini, Storia dei presidenti americani Tascabili Newton 1996, pag. 30.)

#### Antefatti

Localizzazione del territorio dell'Alta California tra il 1804 e il 1848

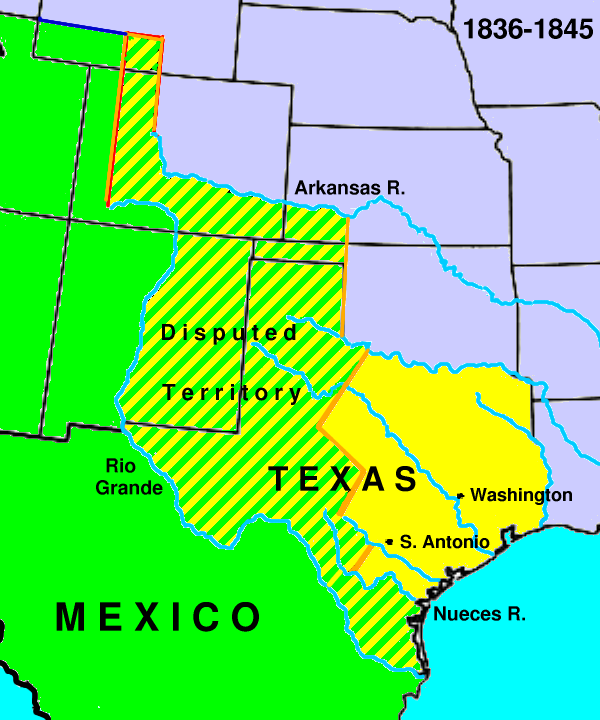
La zona contesa è quella tratteggiata

L'evento più importante della presidenza fu il conflitto con il Messico. Sebbene proprio gli Stati Uniti fossero stati la prima nazione a riconoscere il Messico a seguito della sua guerra d'indipendenza contro l'impero spagnolo nel 1821, le relazioni diplomatiche tra i due cominciarono a deteriorarsi a partire dalla prima metà degli anni 1830. Tra i decenni 1830 e 1840 gli Stati Uniti, come l'impero britannico e la Francia, chiesero al Messico risarcimenti per presunte azioni di "pirateria" commesse sia da semplici cittadini sia dalle autorità messicane, incluso il sequestro di navi statunitensi. Seppure le due parti in causa avessero acconsentito alla creazione di un comitato congiunto per sistemare le diverse rivendicazioni prima dell'entrata in carica della presidenza Polk, molti statunitensi accusavano il governo messicano di agire in malafede nella soluzione del contenzioso. Da parte sua il Messico riteneva che gli statunitensi volessero acquisire territorio messicano e che le richieste di risarcimento presentate fossero spesso pretestuose o esagerate. In questo contesto, l'ipotesi di ingresso negli Stati Uniti della neonata Repubblica Texana esacerbò gli animi, dal momento che il Messico continuava a considerare la regione come sua parte integrante; inoltre il Texas rivendicava tutte le terre situate a nord del fiume Rio Grande, mentre i messicani sostenevano che il confine si trovasse all'altezza del più settentrionale fiume Nueces. Nonostante gli Stati Uniti avessero una popolazione doppia rispetto al Messico, e un'economia tredici volte maggiore, i messicani non erano disposti a rinunciare al territorio texano, anche a costo di una guerra.

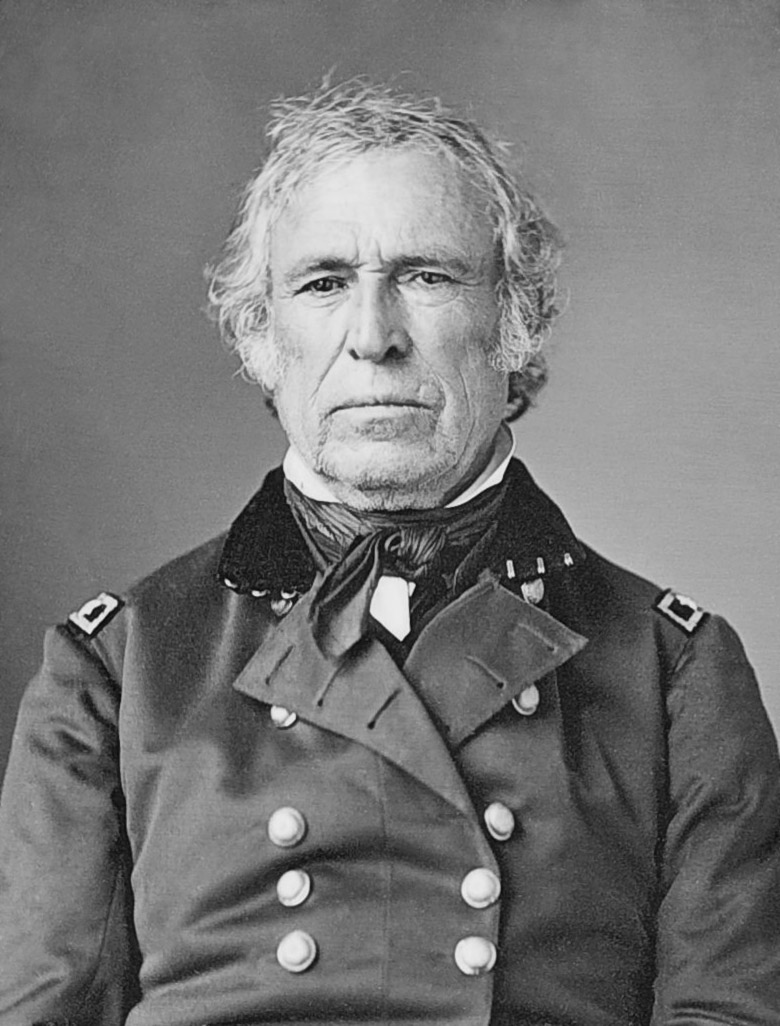
Il generale Zachary Taylor, vincitore delle elezioni presidenziali del 1848 e successore di Polk

Polk iniziò a prepararsi a un conflitto inviando in Texas un'armata sotto la guida del generale Zachary Taylor. A Taylor, così come anche al commodoro David Conner dell'United States Navy, venne inizialmente ordinato di evitare qualsiasi provocazione, ma allo stesso tempo di preparare i propri uomini per rispondere a qualsiasi violazione messicana della pace. Oltre al Texas, Polk temeva che britannici o qualche altra potenza europea avrebbe potuto prendere il controllo sulla California se questa fosse rimasta messicana; il presidente sperò che una dimostrazione di forza da parte dell'esercito statunitense, sotto il comando di Taylor e Conner, potesse evitare una guerra aperta e condurre a negoziati col governo messicano.
Verso la fine del 1845 Polk inviò il diplomatico John Slidell in Messico con l'incarico di acquistare la California a un prezzo variabile compreso tra i 20 e 40 milioni di dollari; Slidell arrivò a Città del Messico a dicembre. Sebbene il presidente del Messico José Joaquín de Herrera si dimostrasse aperto ai negoziati, le credenziali dell'emissario statunitense gli vennero rifiutate in una concitata riunione del consiglio dei ministri del suo governo. Poco dopo il governo di Herrera cadde, in gran parte a causa del contrasto sulle trattative, poiché la possibilità di vendere vaste porzioni del territorio nazionale suscitò rabbia e sdegno tra le élite del paese e in ampi strati della popolazione. Herrera fu sostituito dal generale Mariano Paredes y Arrillaga; la prima conseguenza fu la riscrittura della Costituzione.

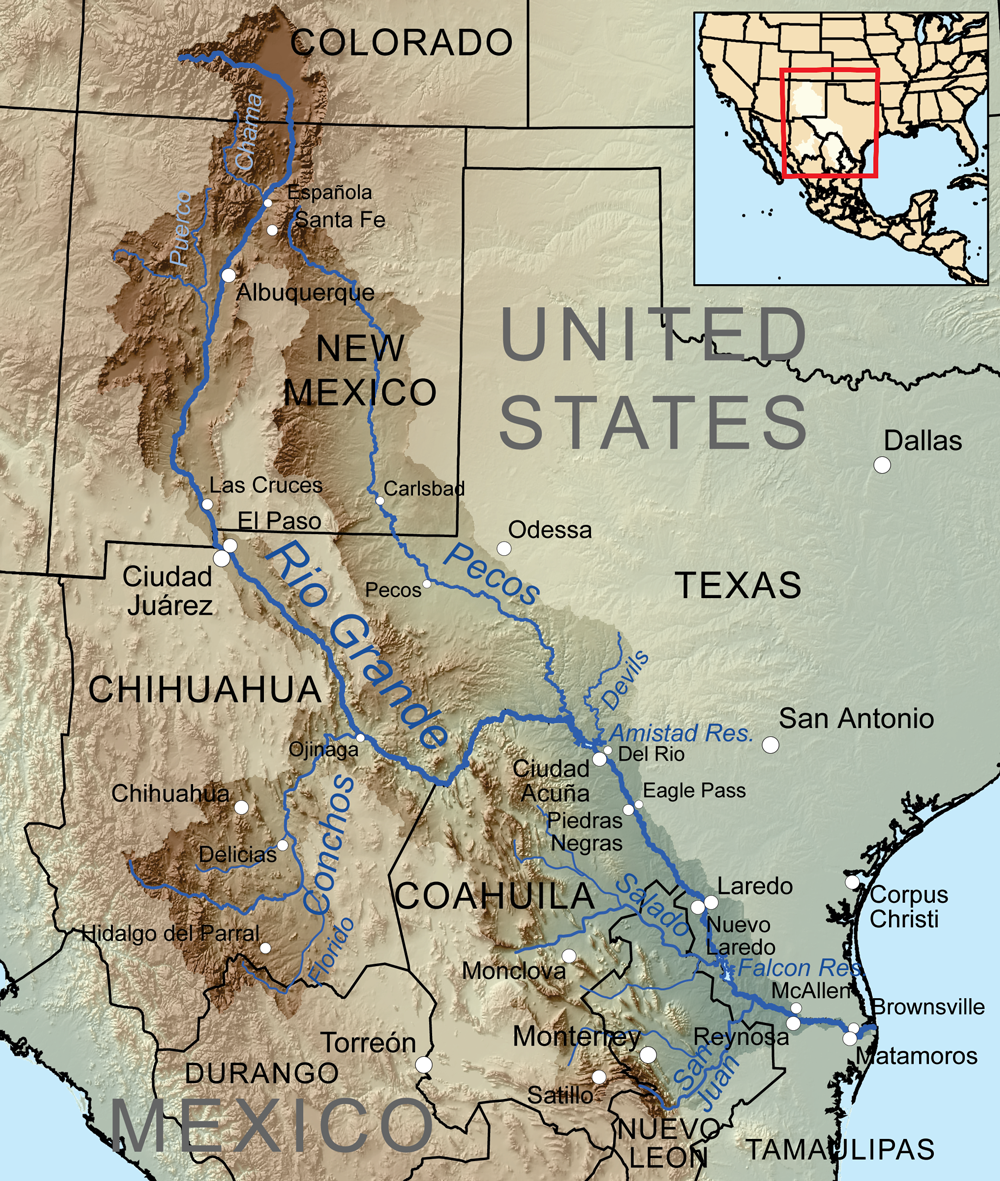
Il corso del fiume Rio Grande separa attualmente il Messico (a sud) dagli Stati Uniti (a nord)

Il successo delle trattative con l'instabile governo messicano appariva sempre meno probabile, per cui il segretario alla Guerra William Marcy ordinò a Taylor di avanzare fino alle sponde del Rio Grande in assetto da battaglia. Polk iniziò preparativi per sostenere un potenziale nuovo governo messicano guidato dal generale in esilio Antonio López de Santa Anna con la speranza che questi si sarebbe dimostrato più disponibile a vendere alcune parti della California. Polk fu avvertito da Alejandro Atocha, uno dei più stretti collaboratori di Santa Anna, che solo la minaccia di una guerra imminente avrebbe permesso al governo messicano il margine di manovra indispensabile per vendere pacificamente le zone del Messico occidentale agli Stati Uniti. Nel marzo del 1846 Slidell abbandonò Città del Messico dopo che il governo gli rifiutò la richiesta di essere ricevuto. Tornato a Washington a maggio, espresse l'opinione che i negoziati col governo messicano non sarebbero mai andati a buon fine. Polk considerava il trattamento riservato al suo diplomatico come un grave affronto e "motivo ampiamente sufficiente per scatenare una guerra"; si preparò pertanto a richiedere al Congresso una formale dichiarazione di guerra.
Nel frattempo già alla fine di marzo Taylor aveva raggiunto le rive del Rio Grande e fece accampare la sua armata appena oltrepassato il fiume rispetto alla cittadina di Matamoros. Nella prima metà di aprile, dopo che il generale messicano Pedro de Ampudia intimò a Taylor di tornare indietro verso il Nueces, il comandante statunitense darà il via a un blocco di Matamoros. Una schermaglia avvenuta sul lato settentrionale del Rio Grande tra il 25 e il 26 aprile si concluse per gli statunitensi con la morte di undici soldati, sei feriti, e quarantanove prigionieri; passò alla storia come l'incidente di Thornton. Mentre Polk stava chiedendo al Congresso la dichiarazione di guerra, ricevette la notizia dello scoppio delle ostilità; in un messaggio rivolto ai membri di entrambe le Camere il presidente spiegò la decisione d'inviare Taylor al Rio Grande, dichiarando che il Messico aveva invaso il territorio degli Stati Uniti attraversando per primo il fiume. Polk sostenne che esisteva già nei fatti uno stato di guerra e chiese al Congresso il potere di portare a termine la guerra; il messaggio fu concepito per presentare la guerra come una difesa giusta e necessaria della nazione contro un vicino che da tempo causava problemi. Citò il fatto che Slidell era andato in missione in Messico nel tentativo di negoziare l'annessione texana, ma non rese noto che cercò anche di comprare la California.
Alcuni esponenti di rilievo del Partito Whig, tra cui il giovane deputato alla Camera dei Rappresentanti Abraham Lincoln, sfidarono apertamente la versione degli eventi come raccontata dal presidente; ciononostante la Camera approvò con una maggioranza schiacciante una risoluzione che autorizzava Polk a richiamare in servizio attivo nell'esercito federale almeno 50 000 volontari. Anche al Senato gli oppositori alla guerra, guidati da John Calhoun, misero in discussione la ricostruzione dei fatti di Polk; ma anche in questo caso la risoluzione bellica fu approvata con quaranta favorevoli contro due; fu l'inizio della guerra messico-statunitense la quale porterà in poco meno di due anni a più di 17 300 tra feriti e uccisi da parte statunitense a fronte delle 25 000 vittime messicane. Molti parlamentari dubbiosi sull'opportunità della guerra temettero che esprimersi contro di essa avrebbe costato loro caro in termini politici ed elettorali.

Mappa panoramica della guerra col Messico:
Territorio conteso
Territorio statunitense nel 1848
Territorio messicano nel 1848
Cessione messicana a seguito del trattato di Guadalupe Hidalgo

     Territorio conteso
     Territorio statunitense nel 1848
     Territorio messicano nel 1848
     Cessione messicana a seguito del trattato di Guadalupe Hidalgo

#### Avvio delle ostilità
L'8 maggio 1846 Taylor guidò le forze statunitensi nell'interlocutoria battaglia di Palo Alto, il primo vero grande scontro in campo aperto; ma già il giorno successivo condusse invece l'esercito alla vittoria nella battaglia di Resaca de la Palma raggiungendo l'obiettivo di eliminare ogni possibilità d'incursione messicana in territorio statunitense. Nel frattempo a Winfield Scott, unico maggiore generale dell'esercito all'inizio della guerra, fu assegnato l'incarico di comandante in capo della campagna militare. Polk, il segretario alla Guerra William Marcy e Scott concordarono una strategia in base alla quale si sarebbe dovuto conquistare l'intero Messico settentrionale per perseguire un favorevole accordo di pace. Tuttavia Polk e Scott nutrirono una reciproca sfiducia fin dall'inizio del loro rapporto pubblico, in gran parte a causa dell'aperta affiliazione del generale ai Whig e della sua precedente rivalità con gli uomini della presidenza di Andrew Jackson. Inoltre il presidente cercò di assicurarsi che ci fossero sia Whig sia Democratici nelle posizioni importanti della campagna militare messicana, offendendosi quando invece Scott sostenne diversamente; Scott infine si oppose al tentativo di Polk di aumentare il numero dei generali in servizio attivo. A seguito di tali contrasti, il presidente finì con l'ordinare al proprio comandante di rimanere a Washington, lasciando così al solo Taylor il comando delle operazioni. Polk ordinò anche al commodoro Conner di permettere a Santa Anna di rientrare in patria, inviando poi una spedizione guidata da Stephen Watts Kearny in direzione di Santa Fe. 

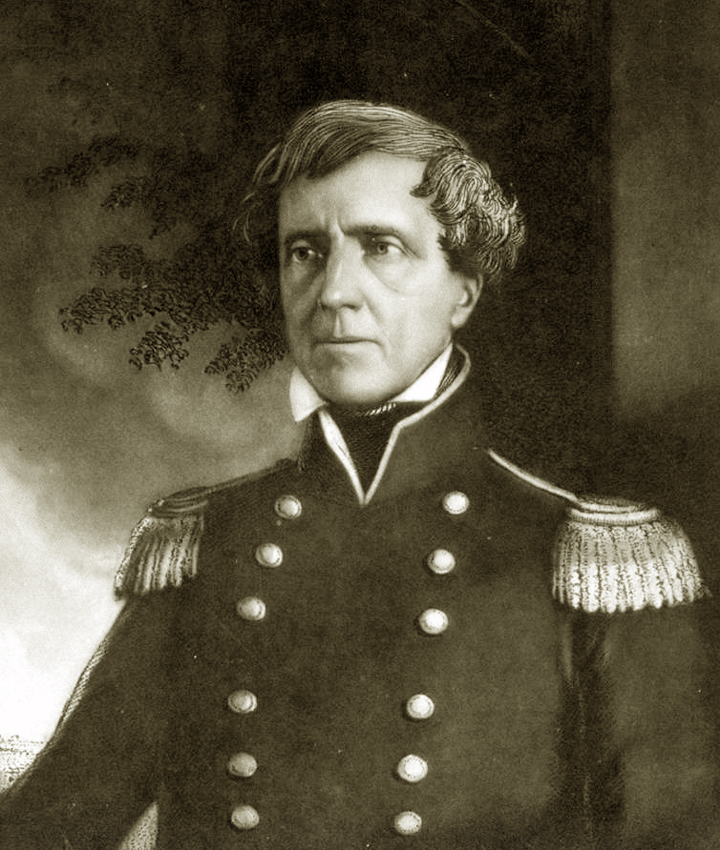
Il generale Stephen Watts Kearny il 15 agosto 1846 proclamò nella piazza di Las Vegas che il territorio appena conquistato era parte degli Stati Uniti e assunse le funzioni di primo governatore del Nuovo Messico

Già l'anno precedente il presidente, temendo la possibilità di un intervento francese o britannico, aveva mandato in California il tenente Archibald H. Gillespie dell'United States Marine Corps con l'ordine di fomentare una ribellione che potesse essere utilizzata come scusa per una veloce annessione forzata di quel territorio. Dopo l'incontro con Gillespie, il capitano dell'esercito John Charles Frémont guidò i coloni statunitensi dell'Alta California con l'intento di rovesciare la guarnigione messicana a Sonoma in quella che diverrà nota come "rivolta di Bear Flag". Nell'agosto del 1846 ingenti forze statunitensi sotto la guida di Kearny riuscirono a conquistare Santa Fe, capitale della provincia Santa Fe de Nuevo México. Kearny entrò in città senza sparare un colpo, dopo che il governatore messicano Manuel Armijo era scappato. All'incirca nello stesso periodo il commodoro Robert Field Stockton sbarcò a Los Angeles proclamando la liberazione dall'oppressione messicana e l'istituzione della Repubblica della California. Scoppiò una rivolta contro l'occupazione statunitense, rapidamente sedata e il controllo militare sulle due province messicane settentrionali divenne effettivo; tuttavia il teatro occidentale si sarebbe dimostrato complicato per il presidente a causa di una disputa sorta tra Frémont e Kearny: il generale di brigata aveva umiliato Frémont facendolo arrestare per sottoporlo alla corte marziale. La questione portò alla rottura tra Polk e il potente senatore del Missouri e suocero di Frémont Thomas Hart Benton.

#### Crescente resistenza interna
Al suo inizio, la guerra era sostenuta da praticamente tutta la nazione, ma nel corso del conflitto le cose cambiarono. Nell'agosto del 1846 Polk chiese al Congresso uno stanziamento di due milioni di dollari da usare come acconto per l'eventuale acquisto della California. La richiesta accese gli animi in quanto Polk non aveva ancora reso pubblico il proposito di annettere porzioni consistenti del Messico, a parte le terre rivendicate dalla Repubblica del Texas. Un deputato democratico di prima nomina, David Wilmot della Pennsylvania, propose un emendamento al disegno di legge per lo stanziamento per vietare la schiavitù nelle nuove terre acquistate. La proposta di stanziamento, nella versione emendata da Wilmot, fu approvata dalla Camera dei rappresentanti con un voto di 87 contro 64, grazie al sostegno dei Whig del nord e dei Democratici del nord, rompendo così le barriere di partito. Lo stesso Wilmot era tendenzialmente contrario alla schiavitù, ma molti Democratici del nord favorevoli alla schiavitù votarono a favore in segno di protesta contro le politiche di Polk a loro dire a vantaggio del sud. La divisione dell'Oregon, il dibattito sui dazi e l'antagonismo di Van Buren verso Polk furono concause del malcontento dei parlamentari del nord. La proposta di stanziamento fu poi bocciata dal Senato, ma l'emendamento Wilmot introdusse la schiavitù nel dibattito politico nazionale.
I Democratici avrebbero pagato un prezzo per l'opposizione alla guerra e dell'inizio del dibattito sulla schiavitù, perdendo la maggioranza alla Camera nelle elezioni di medio termine del 1846. All'inizio del 1847 tuttavia Polk riuscì a far promulgare una legge che istituiva nuovi reggimenti e alla fine ottenne anche l'approvazione del finanziamento che intendeva usare per comprare la California.

#### Conclusione del conflitto

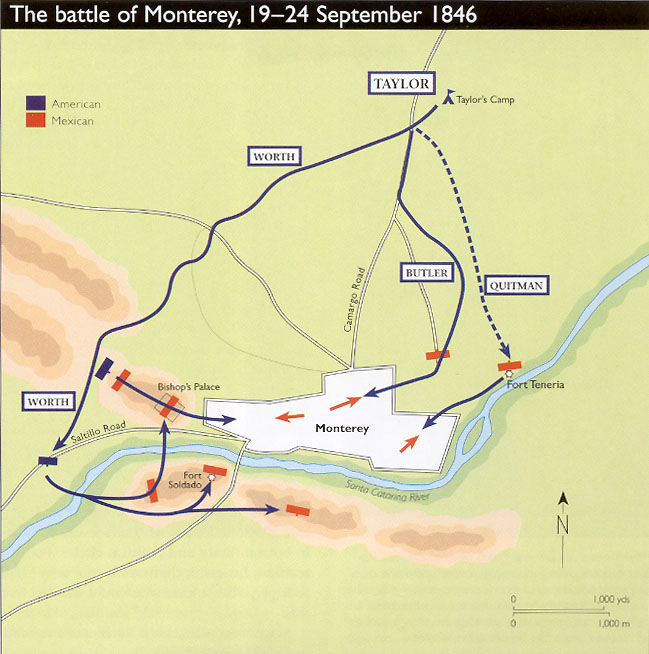
Accerchiamento e conquista di Monterrey nella battaglia di Monterrey (19-24 settembre del 1846)

A luglio 1846 l'ufficiale dell'United States Navy Alexander Slidell Mackenzie fu inviato a incontrare Santa Anna per proporgli l'acquisto della baia di San Francisco e altre parti dell'Alta California, che sarebbero state pagate direttamente a lui. Il generale messicano ritornò però in Messico a settembre e dichiarò pubblicamente che avrebbe combattuto contro gli statunitensi. Essendo ormai chiaro il doppio gioco di Santa Anna, e con i messicani che rifiutavano le proposte di cessazione delle ostilità, Polk ordinò uno sbarco a Veracruz, il più importante tra i porti del golfo del Messico. Nella battaglia di Monterrey svoltasi nel settembre 1846 Taylor sconfisse le truppe guidate da Ampudia, ma permise loro di ritirarsi, con grande costernazione di Polk. A Taylor fu ordinato di mantenersi nelle immediate vicinanze di Monterrey, mentre Polk fu costretto a scegliere Scott per guidare l'attacco a Veracruz; il presidente continuava a diffidare del suo generale ma Marcy e gli altri membri del gabinetto ministeriale ebbero la meglio nella nomina dell'ufficiale più anziano dell'esercito allora disponibile. Poiché una marcia a tappe forzate via terra da Monterrey fino a Città del Messico risultava impraticabile a causa del terreno accidentato, Polk decise che un'armata sarebbe sbarcata a Veracruz per poi marciare compatta verso la capitale nemica.
Nel marzo 1847 il presidente apprese che Taylor aveva ignorato gli ordini proseguendo in direzione sud e conquistando la città di Saltillo; respinse poi una più consistente forza messicana agli ordini di Santa Anna nella battaglia di Buena Vista. Taylor fu acclamato per il risultato della battaglia, ma le sorti del fronte erano ancora incerte e Polk interpretò quest'atteggiamento come se Taylor esitasse a porre termine al conflitto grazie a uno scontro decisivo. Mentre Taylor era alle prese con Santa Anna, Scott sbarcò a Veracruz e dopo un assedio durato dal 9 al 29 marzo conquistò la città. Dopo questa vittoria Polk inviò Nicholas Philip Trist, capo della segreteria del Dipartimento di Stato, a negoziare un accordo di pace con il governo messicano.

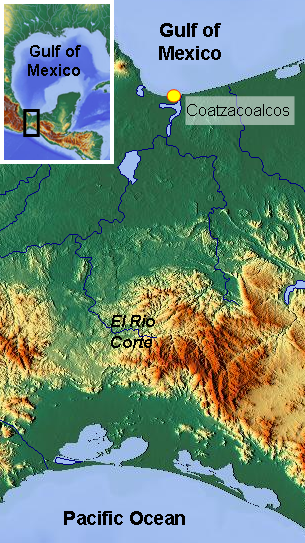
Localizzazione dell'Istmo di Tehuantepec a sud-est di Veracruz

A Trist fu ordinato di cercare la cessione dell'Alta California, di tutto il territorio di Santa Fe de Nuevo México e della penisola di Bassa California, il riconoscimento del fiume Rio Grande come confine meridionale texano e infine il diritto di accesso per gli Stati Uniti all'istmo di Tehuantepec; fu inoltre autorizzato a effettuare un pagamento fino a trenta milioni di dollari in cambio di queste concessioni.
Il 18 aprile 1847 Scott sconfisse Santa Anna nella battaglia di Cerro Gordo; la vittoria si rivelò determinante in quanto aprì la via a una marcia diretta contro Città del Messico; tra il 19 e il 20 agosto ottenne altre due schiaccianti vittorie nella battaglia di Contreras e nella battaglia di Churubusco. Grazie a questi successi ottenuti su una forza avversaria superiore in numero, l'armata di Scott poté mettere sotto assedio la capitale messicana. Santa Anna riuscì a negoziare una tregua, mentre il ministro per gli affari esteri José Fernando Ramírez diede la comunicazione ufficiale che il governo messicano era pronto ad avviare trattative. Le due delegazioni rimasero tuttavia molto distanti sui termini dell'accordo; il Messico si mostrò pronto a cedere parti dell'Alta California, ma rifiutò di accettare il confine del Rio Grande. Mentre i negoziati avanzavano a rilento Scott conquistò la capitale a seguito della battaglia di Città del Messico dell'8-15 di settembre.
Negli Stati Uniti nel frattempo prese vita un dibattito sulla quantità di territorio messicano che si sarebbe dovuto richiedere, con Whig come Henry Clay che sostennero si dovesse risolvere esclusivamente la questione del confine texano, mentre alcuni fautori dell'espansionismo più radicale propugnarono addirittura l'annessione forzosa dell'intero Messico. Frustrato dalla mancanza di progressi nel negoziato di pace e turbato dalle voci che avevano iniziato a circolare sul fatto che Trist sarebbe stato disposto anche a trattare sul confine del Rio Grande, Polk intimò a Trist di ritornare a Washington. Polk decise quindi di occupare militarmente grandi porzioni del territorio settentrionale messicano in attesa di una nuova offerta di pace più vantaggiosa.
Alla fine del 1847 il presidente verrà a conoscenza del tentativo congiunto di Scott e Trist di corrompere i funzionari messicani con l'intento di riaprire i negoziati, e del fatto che Scott aveva posto al giudizio della Corte marziale un intimo amico del presidente, l'avvocato Gideon Johnson Pillow. Indignato, Polk richiese a Scott di tornare immediatamente a Washington, sostituendolo al fronte con William Orlando Butler.

#### Resa messicana e trattato di Guadalupe Hidalgo
Il 16 settembre 1847 Manuel de la Peña y Peña aveva preso il posto di Santa Anna in qualità di capo dello Stato; lui e i suoi alleati moderati si mostrarono subito disposti a riaprire i negoziati, ed esattamente sulla base dei termini che il presidente aveva trasmesso a Trist. A novembre quest'ultimo ricevette l'ordine di Polk di recarsi da lui; dopo un breve periodo d'indecisione e con l'appoggio sia di Scott sia del governo messicano, venuto a conoscenza del richiamo di Trist, il diplomatico decise di avviare egli stesso le trattative con i messicani. Poiché Polk non aveva annunciato che avrebbe nominato un sostituto di Trist, questi pensò che non avrebbe voluto perdere l'opportunità di porre termine al conflitto a condizioni notevolmente favorevoli; seppur indignato per questa decisione, considerata ancora prematura, il presidente decise di concedere al proprio plenipotenziario ancora un po' di tempo per arrivare a un trattato.
Per tutto il mese successivo di gennaio Trist incontrò regolarmente i funzionari e gli altri vertici messicani a Guadalupe Hidalgo, una piccola cittadina poco a nord della capitale; il diplomatico pareva disposto a consentire al Messico di mantenere il controllo della Bassa California, mentre negoziò con successo l'inclusione dell'importante porto di San Diego nella cessione dell'Alta California. La delegazione messicana accettò quindi di riconoscere il confine del fiume Rio Grande, mentre Trist concesse che fosse il governo degli Stati Uniti a soddisfare le rivendicazioni di cittadini statunitensi contro il governo messicano.
Le due parti concordarono inoltre il diritto dei messicani residenti in tutto il territorio annesso di lasciarlo liberamente o in alternativa di assumere la cittadinanza statunitense; la responsabilità degli Stati Uniti nel prevenire le incursioni indiane transfrontaliere; la protezione delle proprietà ecclesiastiche presenti in maniera massiccia a sud-ovest e a nord-est e infine il pagamento di quindici milioni di dollari a titolo di parziale risarcimento al Messico. 

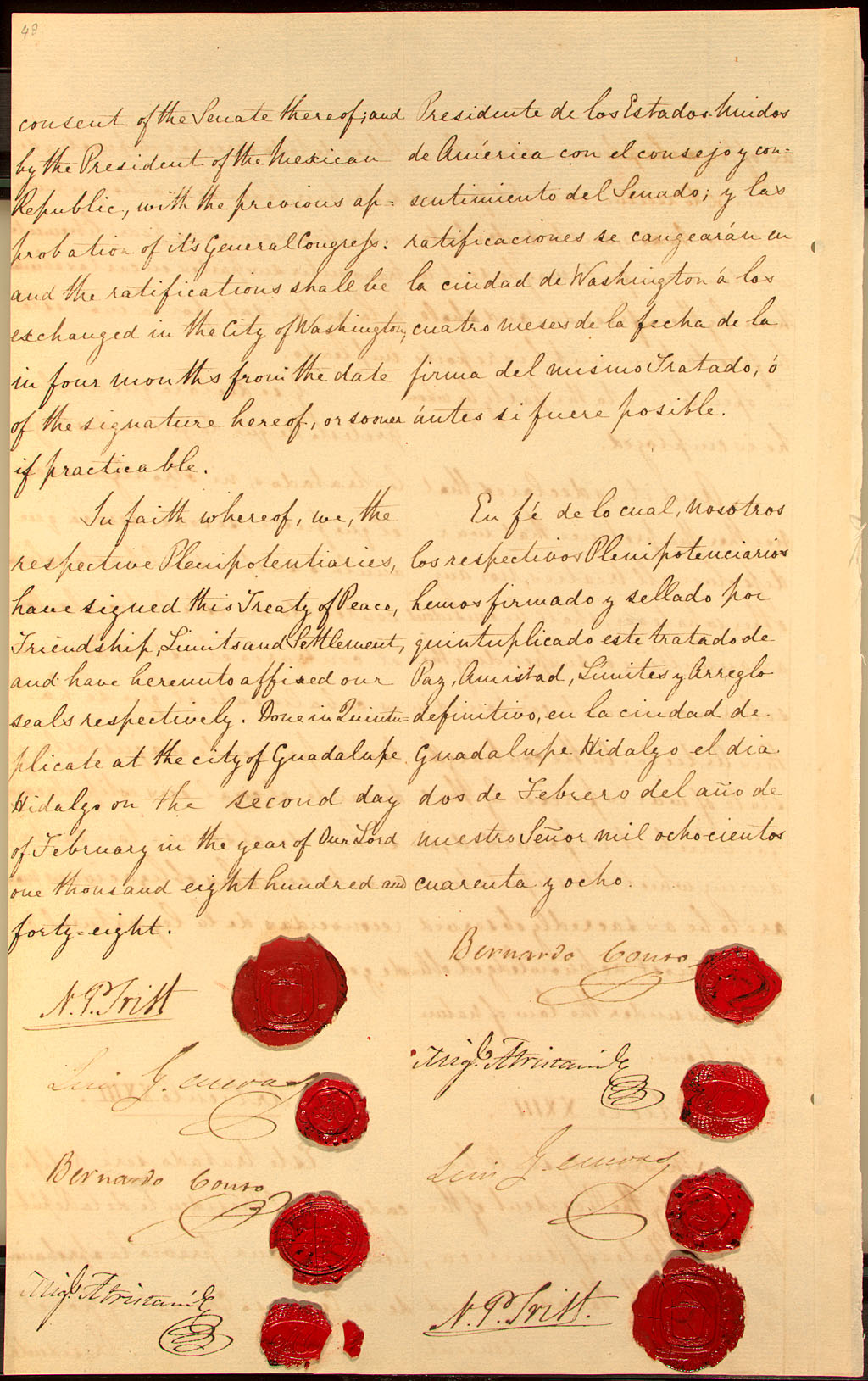
L'originale del trattato di Guadalupe Hidalgo conservato nella Biblioteca del Congresso

Il 2 febbraio Trist e la delegazione messicana sottoscrissero il trattato di Guadalupe Hidalgo. Polk ricevette il documento il 19 seguente; mentre continuava a essere irato con il suo inviato per aver disatteso i suoi ordini sia il presidente sia la maggioranza del gabinetto ministeriale accettò i termini dell'accordo appena raggiunto. Tra i dissenzienti vi erano il segretario di Stato James Buchanan, che chiedeva ancora più territorio, e il segretario al tesoro Robert John Walker, che invece vedeva con favore l'annessione unilaterale di tutto il Messico. Sebbene anche Polk manifestasse il desiderio di ottenere una regione maggiore, era anche ansioso di concludere rapidamente e in maniera più che accettabile il conflitto; il trattato fu quindi inviato al Senato per il dibattito e il voto di ratifica; questa richiedeva una maggioranza di due terzi e rimase incerta a lungo a causa dell'opposizione di vari senatori, sia perché delusi dalla quantità di territorio ottenuto sia perché si opponevano all'annessione di qualsivoglia territorio messicano. Il 10 marzo il Senato approvò la ratifica con un voto di trentotto a quattordici, con favorevoli e contrari in entrambi i partiti e sia al nord sia al sud. Il Senato apportò anche alcune modifiche tanto che Polk temette che il governo messicano avrebbe potuto rifiutarle; tuttavia il 7 giugno Polk apprese che esso lo aveva confermato. 

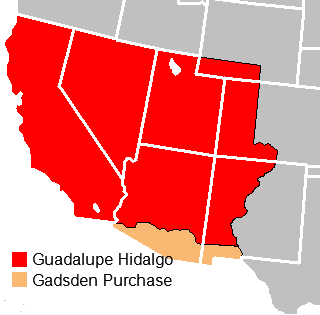
La cessione messicana, esclusa l'annessione texana, consistette negli odierni Stati federati di California, Nevada, Utah, gran parte dell'Arizona, circa la metà del Nuovo Messico, un quarto del Colorado e una piccola porzione dello Wyoming. Sotto in marroncino chiaro l'Acquisto Gadsden

Così si pose fine alla guerra: con l'acquisizione della Repubblica della California Polk aveva soddisfacentemente raggiunto tutti e quattro i principali obiettivi che la sua presidenza si era proposta. La cessione messicana aggiunse 600 000 miglia quadrate al territorio statunitense, compresa la costa dei nuovi Stati del Pacifico nella sua intera lunghezza.
Gli odierni Stati federati della California, del Nevada, dello Utah, di gran parte dell'Arizona e porzioni del Nuovo Messico, del Colorado e infine dello Wyoming erano parte di questa cessione. Il trattato riconobbe anche in modo definitivo l'annessione texana e il pieno controllo degli Stati Uniti sulla regione contesa posta tra il Rio Grande e il Nueces: il Messico a sua volta ricevette i quindici milioni di dollari di indennizzo. La guerra era costata la vita a circa 14 000 statunitensi e a 25 000 messicani, con una spesa complessiva per lo sforzo bellico pari a cento milioni di dollari; una stima solo approssimativa del costo totale: questo include i pagamenti al Messico in cambio dei territori ceduti. I fondi solo militari stanziati nel corso della campagna bellica furono di 63 605 621 dollari.
Nel dicembre del 1853, all'inizio della presidenza di Franklin Pierce, l'ambasciatore James Gadsden portò a buon fine l'Acquisto Gadsden, accorpando così altre 30 000 miglia quadrate (l'area sarebbe poi divenuta parte dell'Arizona e del Nuovo Messico) e stabilendo i confini moderni degli Stati Uniti d'America contigui.

#### Conseguenze
Polk fece pubblicare il proclama della cessazione delle ostilità il 4 luglio, anniversario dell'Indipendenza. Il compito successivo fu di istituire i governi territoriali nella regione conquistata, reso complicato dal già aspro dibattito sulla schiavitù. Il compromesso del Missouri del 1820 aveva risolto il problema della portata geografica della schiavitù all'interno dei territori dell'acquisto della Louisiana (1804) proibendola a settentrione del 36° 30' parallelo; Polk cercò di estendere questa linea all'interno delle nuove acquisizioni. Polk sostenne un progetto di legge per l'organizzazione dei territori proposto dal senatore John Middleton Clayton il quale avrebbe vietato la schiavitù nel territorio dell'Oregon, mentre taceva sulla questione per quanto riguardava la California e il Nuovo Messico; pur approvato inizialmente dal Senato sarà invece sconfitto alla Camera grazie al gruppo sudista guidato da Alexander Hamilton Stephens della Georgia e futuro vice secessionista nella presidenza di Jefferson Davis. Un'altra proposta, che estendeva la linea del compromesso fino alla costa dell'oceano Pacifico fu anch'essa sconfitta alla Camera, questa volta però da un'alleanza di nordisti di entrambi i partiti. Mentre si avvicinava la fine dell'ultima sessione del Congresso prima delle elezioni presidenziali del 1848, il presidente promulgò l'unica legge approvata, che stabiliva i confini dell'Oregon e vi proibiva la schiavitù.
Polk temette che l'incapacità di riuscire a offrire un governo organizzato al Nuovo Messico e soprattutto alla California avrebbe potuto portare a breve termine all'indipendenza di quelle regioni ancora molto remote. Quando il Congresso si riunì nuovamente a dicembre concentrò i suoi sforzi sull'immediata concessione della sovranità statale alla California, evitando in tal maniera la questione riguardante l'emendamento Wilmot. Tuttavia il problema assai divisivo della schiavitù bloccò qualsiasi legge chiara in materia; quando Polk lasciò la presidenza temeva che gli Stati Uniti avrebbero finito col perdere i territori occidentali conquistati durante il suo mandato.
Il compromesso del 1850 avrebbe poi tentato di risolvere gran parte delle questioni lasciate in sospeso dalla presidenza Polk, compresa l'ammissione definitiva della California in qualità di Stato federato e la contemporanea creazione del territorio del Nuovo Messico e del territorio dello Utah.

### Relazioni con la Colombia
L'ambasciatore statunitense nella Repubblica della Nuova Granada, Benjamin Alden Bidlack, negoziò nel dicembre 1846 il trattato Mallarino-Bidlack col governo colombiano. Bidlack aveva inizialmente cercato solamente di rimuovere i dazi sui prodotti statunitensi ma, assieme al nuovo ministro degli Esteri colombiano Manuel María Mallarino, finì col negoziare un accordo molto più ampio che rese più stretti i legami militari e commerciali tra i due Paesi. Il trattato consentì inoltre anche la costruzione della Panama Railway, una ferrovia che attraversava l'istmo di Panama. In un'epoca di viaggi molto lenti e assai faticosi via terra, l'accordo offrì agli Stati Uniti una rotta che permetteva di viaggiare più rapidamente tra le sue coste orientali e occidentali; in cambio di questo favore Bidlack accettò il patto secondo cui gli statunitensi avrebbero dovuto garantire la sovranità dei colombiani sull'intero territorio corrispondente all'odierno Panama.

L'odierna linea della Panama Railway (mappa interattiva), che segue il canale di Panama

La ratifica avvenne in entrambe le nazioni entro il 1848. Il trattato contribuì a garantire una più forte influenza degli Stati Uniti nella regione. Gli Stati Uniti avrebbero in seguito fatto uso del trattato come giustificazione per dare il via a numerosi interventi militari in America centrale per tutta la seconda metà del XIX secolo.

### Cuba e relazioni con l'impero spagnolo
Tra maggio e luglio del 1848 il presidente incaricò l'ambasciatore in Spagna Romulus Mitchell Saunders di avviare negoziati per l'acquisto della Capitaneria generale di Cuba dietro il corrispettivo di 100 milioni di dollari, al tempo una somma sbalorditiva per un territorio, pari a 2,77 miliardi attuali. La vicinanza di Cuba alle coste meridionali dell'Unione e la sua pratica della schiavitù rendevano l'ipotesi gradita negli Stati Uniti del sud e di converso sgradita al nord. L'impero spagnolo stava tuttavia realizzando ancora enormi profitti a Cuba (in particolare con la canna da zucchero, la melassa, il rum e il tabacco), quindi Madrid finì col respingere la proposta.
Seppur ansioso di acquisire l'isola, Polk rifiutò di dare un contributo attivo alla spedizione di filibusta organizzata da Narciso López, che aveva l'intenzione d'invadere Cuba e scacciarvi con la forza gli spagnoli, grazie anche agli aiuti provenienti dagli Stati sudisti.

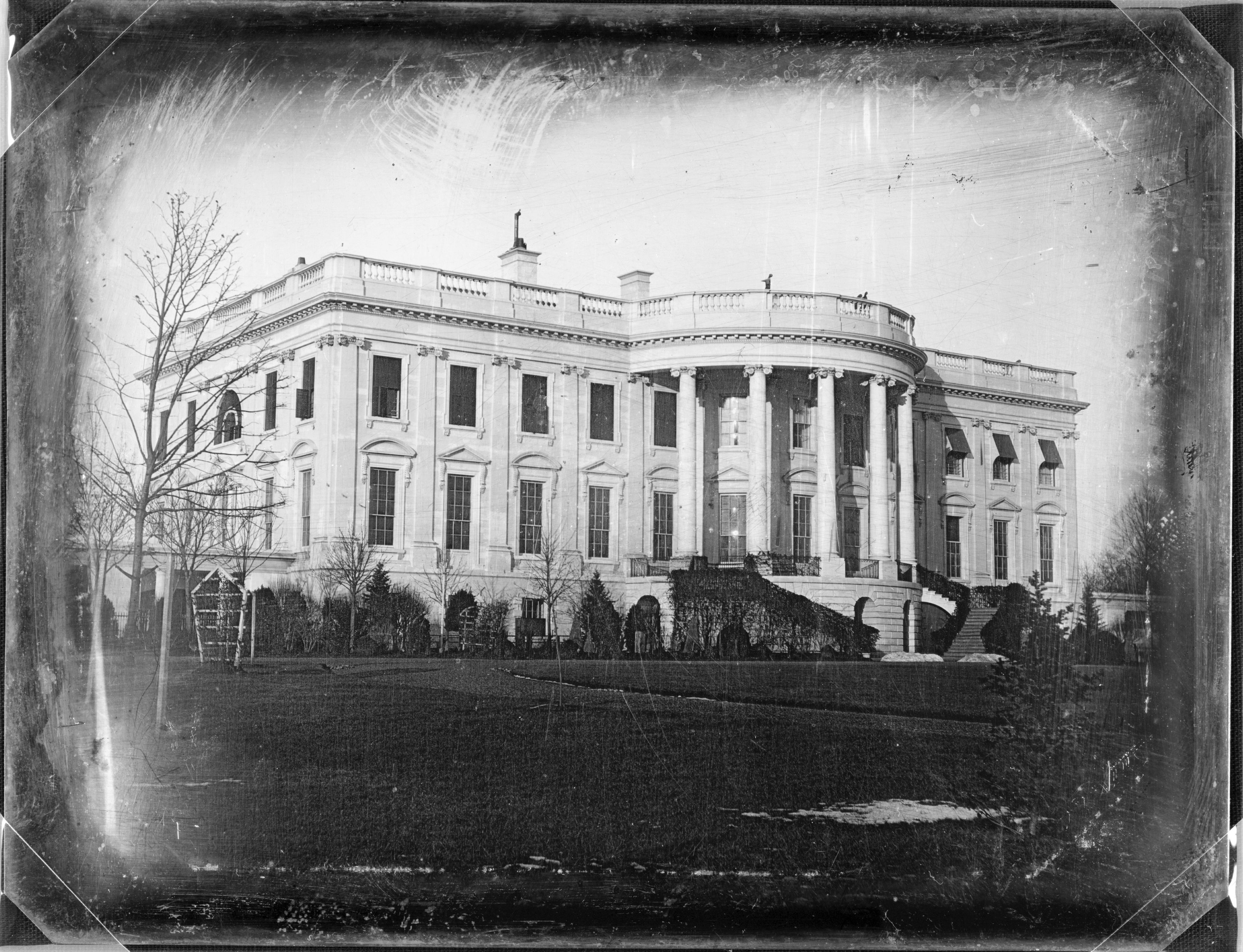
Dagherrotipo della Casa Bianca nel 1846

## Affari interni
La popolazione statunitense era raddoppiata ogni vent'anni a partire dalla guerra d'indipendenza americana e, al momento della presidenza Polk, aveva oramai raggiunto quella del Regno Unito; si assisteva a continui miglioramenti tecnologici, tra cui l'espansione della ferrovia e un maggior uso del telegrafo. Questo decisivo miglioramento nell'ambito delle comunicazioni e la demografia crescente (il censimento degli Stati Uniti d'America del 1840 dava 17 069 453 abitanti complessivi, +32,7% rispetto al censimento del 1830, inclusi 2 487 355 schiavi) contribuirono a fare degli Stati Uniti sempre più una potenza militare e alimentarono anche in maniera considerevole la spinta verso una progressiva espansione in direzione verso ovest.

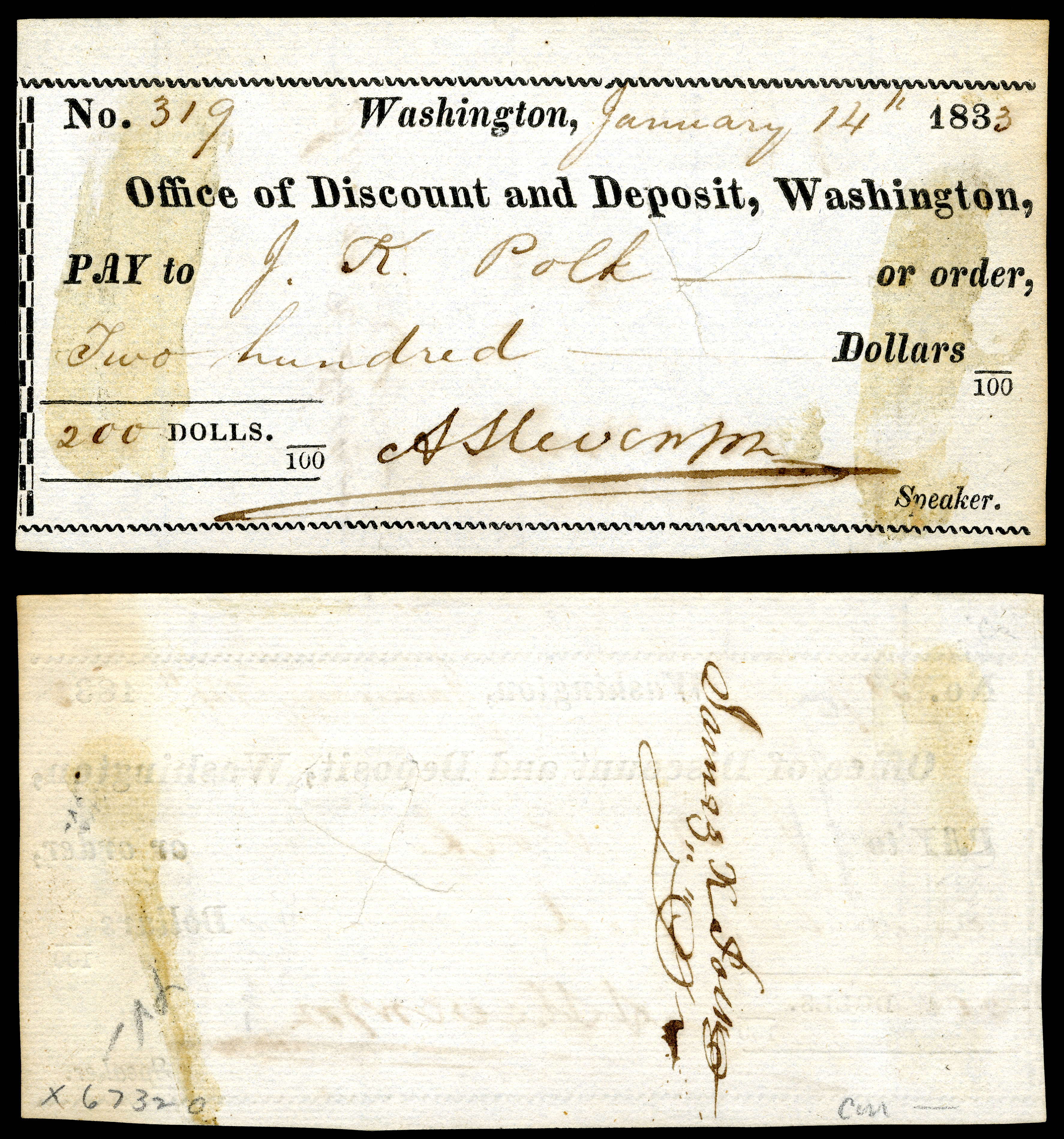
Un assegno firmato dal presidente

### Politica economica
Nel suo discorso inaugurale Polk invitò il Congresso a ristabilire il "Sistema del Tesoro indipendente" in base al quale i fondi governativi erano detenuti dal Tesoro e non nelle banche o in altre istituzioni finanziarie. La precedente presidenza di Martin Van Buren (1837-1841) aveva già stabilito un sistema simile, ma questo era stato abolito nel corso della presidenza di John Tyler (1841-1845). Una legge ispirata da Polk, la Independent Treasury , fu approvata dalla Camera grazie al voto dei Democratici. Al Senato, Polk riuscì ad ottenere l'avallo del senatore Dixon Hall Lewis, presidente del Comitato Finanze e la legge fu promulgata il 6 agosto 1846. Essa prevedeva che le entrate del governo federale dovessero essere depositate nel palazzo del Dipartimento del tesoro o nelle sotto-tesorerie situate in varie città, rimanendo quindi ben separate sia dalle banche private sia da quelle statali. Tale sistema sarebbe rimasto in vigore immutato fino alla promulgazione della Federal Reserve Act nel 1913 all'inizio della presidenza di Thomas Woodrow Wilson (1913-1921).
L'altra importante iniziativa interna fu l'abbassamento delle tariffe doganali, poiché il presidente sostenne che il loro gettito dovesse essere più basso possibile garantendo il funzionamento del governo federale. Sebbene avesse inizialmente una posizione ambivalente sul tema durante la campagna elettorale delle elezioni presidenziali del 1844, per non scontentare l'elettorato del Nord, Polk si era da tempo opposto al protezionismo e considerava la tutela degli interessi manifatturieri come ingiusta nei confronti delle altre attività economiche.
Il segretario al tesoro Robert John Walker, su direttiva del presidente, elaborò una nuova legge sui dazi, notevolmente più bassi, che fu presentata al Congresso; dopo intense campagne di gruppo di pressione da parte di entrambe le parti il disegno di legge fu approvato dalla Camera dei rappresentanti e, solo grazie al voto del vicepresidente George M. Dallas per rompere la situazione di pareggio, anche al Senato. Nel 1846 Polk promulgò la "legge sui dazi Walker", che riduceva in maniera sostanziale le aliquote fissate dalla legge sui dazi sostenuta dal Partito Whig appena quattro anni prima. La nuova legge abbandonò l'"imposta ad valorem" per passare a imposte indipendenti dal valore monetario del prodotto messo in commercio. L'abbassamento dei dazi si rivelò molto gradito al Sud e all'Ovest; fu invece avversato da molti protezionisti degli Stati Uniti d'America nord-orientali, in particolar modo da quelli della Pennsylvania. La riduzione dei dazi statunitensi e l'abrogazione delle Corn Laws britanniche portò a un forte aumento degli scambi tra le due nazioni.

### Veto alla Rivers and Harbors
Nel 1846 il Congresso approvò la legge detta Rivers and Harbors ("fiumi e porti") che stanziava 500 000 dollari per la messa in sicurezza di fiumi e porti, finanziati a livello federale, soprattutto per i piccoli scali. Polk però pose il veto, perché ritenne che la norma fosse incostituzionale in quanto favoriva ingiustamente determinate aree, tra cui porti che non avevano alcuno scambio commerciale con l'estero. Il presidente riteneva che fossero lavori di cui si dovevano occupare le amministrazioni locali e non di competenza del governo federale; temeva inoltre che l'approvazione di tale legge avrebbe finito con l'incoraggiare i parlamentari a concorrere per ottenere favori per i loro centri d'origine, un tipo di corruzione che avrebbe messo in pericolo la virtù della Repubblica. Prese esempio dal suo eroe Andrew Jackson, che aveva a sua volta posto il veto alla Maysville Road Bill nel 1830 con motivazioni in larga parte analoghe.

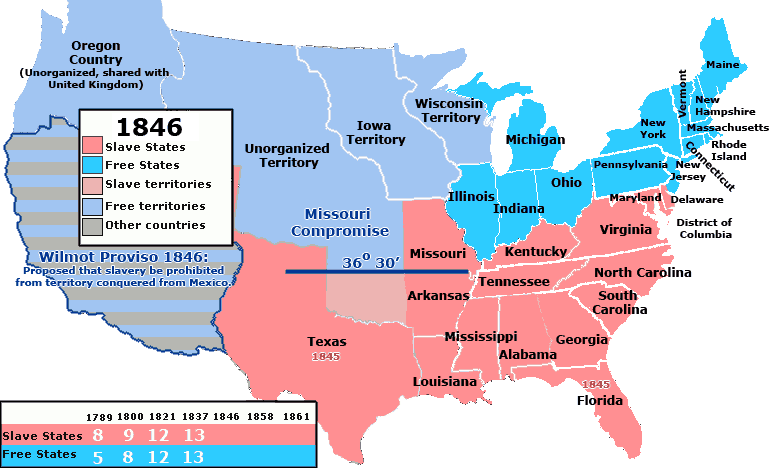
Mappa che mostra quali aree avrebbero o meno permesso la schiavitù sulla base dell'emendamento Wilmot del 1846. Lo Stato di New York (nel 1799) e il New Jersey (nel 1804) avevano già adottato leggi che liberavano gradualmente gli schiavi, ma alcune di loro continuarono a rimanere schiave fino al 1824 (nel New York) e al 1865 (nel New Jersey). I territori e gli Stati che non avevano espressamente vietato la schiavitù sono di colore rosso/rosa.

### Schiavitù
Come in precedenza Andrew Jackson, anche Polk considerava il problema della schiavitù come una questione secondaria rispetto all'espansione territoriale e la politica economica. Tuttavia il dibattito nei riguardi dello schiavismo divenne sempre più acceso proprio a partire dagli anni 1840 e le politiche apertamente espansionistiche del presidente aumentarono la divisione fino a toccare il punto di rottura tra gli abolizionisti del Nord e gli schiavisti del Sud.

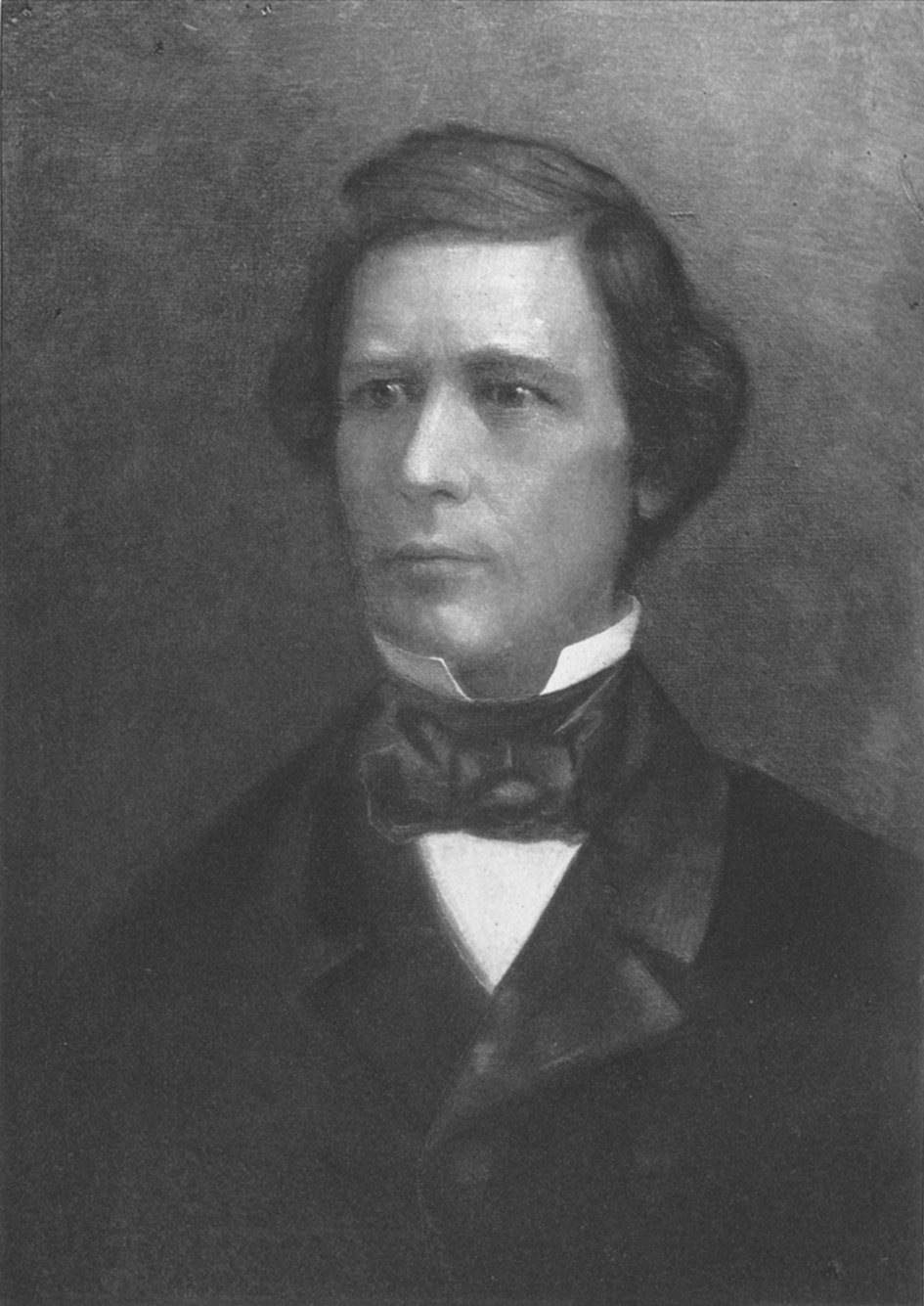
Ritratto del deputato del Partito Democratico David Wilmot

Per tutto il corso della sua presidenza molti abolizionisti criticarono aspramente il presidente, considerandolo uno strumento nelle mani del "potere schiavista"; per loro la difesa della schiavitù era la ragione principale per cui Polk sostenne l'annessione texana e in seguito la guerra messico-statunitense. L'emendamento Wilmot, presentato al Congresso dal deputato democratico David Wilmot della Pennsylvania l'8 agosto 1846 (dopo soli due mesi dall'inizio del conflitto messicano) mirava a vietare lo schiavismo in qualsiasi territorio che avrebbe potuto essere acquisito dai messicani. Polk, e con lui molti altri sudisti, furono critici nei riguardi della misura, approvata alla Camera ma non al Senato. Il presidente sostenne invece la necessità di estendere la linea del compromesso del Missouri verso ovest fino alla costa dell'oceano Pacifico. Ciò avrebbe consentito di praticare la schiavitù al di sotto della linea di latitudine 36° 30' Nord anche a ovest del Missouri. Polk riteneva che molti abolizionisti e molti schiavisti usassero il tema della schiavitù esclusivamente come argomento da campagna elettorale, sperando di trarre vantaggio dalla contrapposizione.

### Corsa all'oro
(Mario Francini, Storia dei presidenti americani Tascabili Newton 1996, pp. 29-30.)

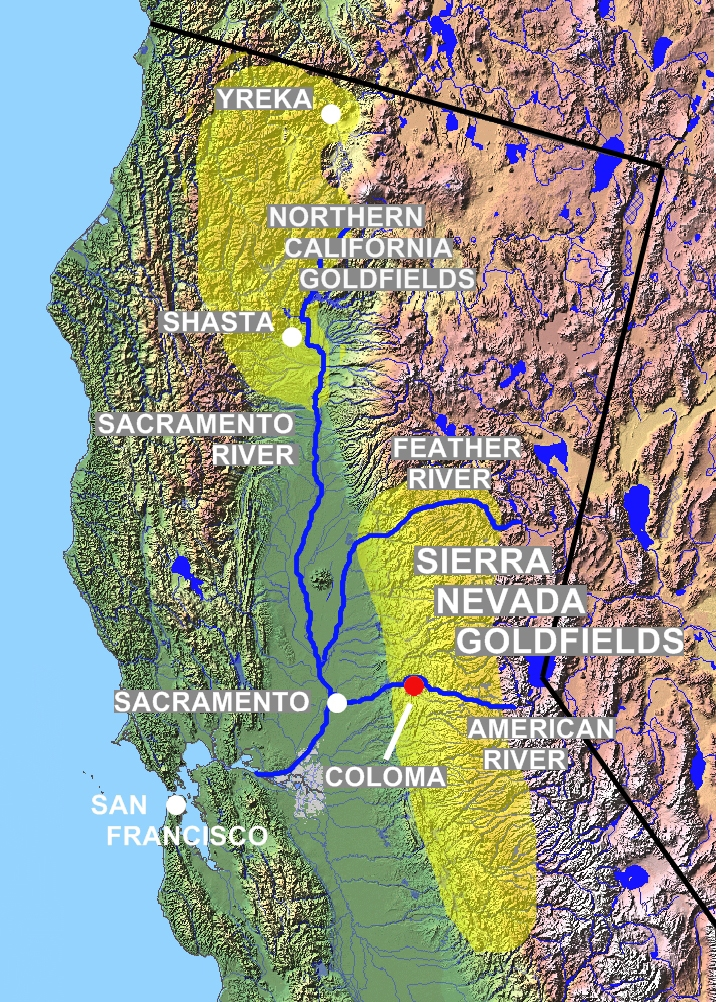
Mappa delle maggiori città interessate dalla ricerca dei siti auriferi californiani nel corso della "grande corsa all'oro", iniziata al termine della presidenza Polk

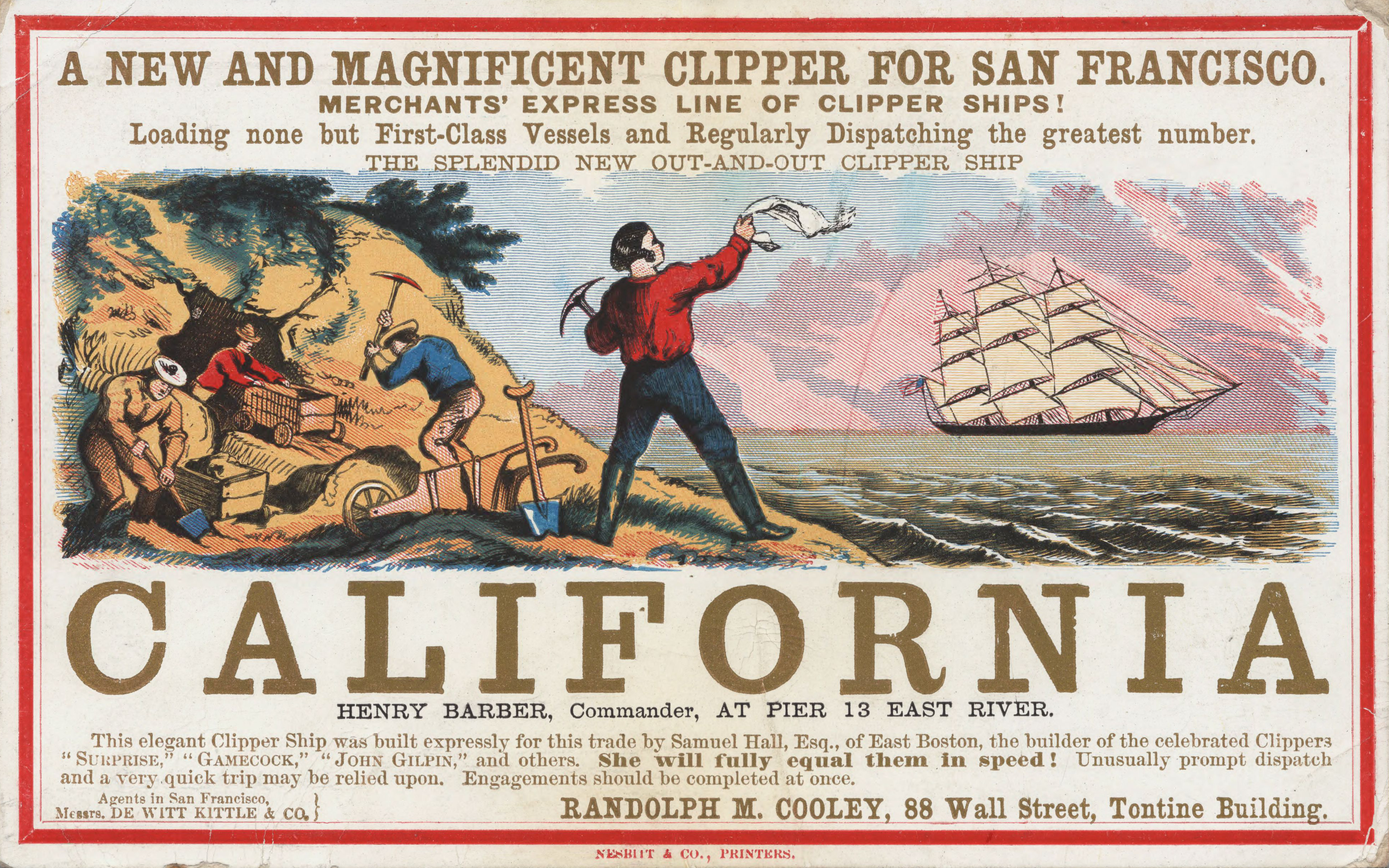
Un manifesto che invita gli immigrati a trasferirsi a San Francisco se volevano divenire ricchi con estrema facilità: la corsa all'oro californiana era appena iniziata

Le prime notizie provenienti da fonti autorevoli riguardanti la scoperta dell'oro nel suolo della California giunsero a Washington dopo le elezioni presidenziali del 1848, quando Polk era il presidente uscente. Gli avversari politici avevano in passato sostenuto che la regione fosse troppo lontana per essere utile e che non valeva il prezzo pagato. Polk fu assai lieto della notizia; citò più volte la scoperta nel suo ultimo discorso sullo stato dell'Unione annuale di dicembre. Poco dopo arrivarono i primi campioni di oro californiano e Polk inviò un messaggio speciale al Congresso sull'argomento. Il messaggio, confermando fonti meno autorevoli, indusse in breve tempo un gran numero di persone a trasferirsi sulla costa ovest, sia dagli Stati federati dell'interno sia da altri paesi, in Europa e in America meridionale, contribuendo così a stimolare la "grande corsa all'oro californiana.
In risposta alla corsa all'oro, il Congresso votò una legge sul conio che autorizzava due nuove monete d'oro, il dollaro d'oro e il venti dollari d'oro. La legge fu approvata il 3 marzo 1849 e Polk la promulgò lo stesso giorno; fu il suo ultimo atto da presidente.

## Elezioni presidenziali del 1848
Onorando la sua promessa di rimanere in carica per un solo mandato, Polk non cercò la ricandidatura. Col presidente in carica fuori dalla competizione, il Partito Democratico si divise internamente secondo linee geografiche. Polk era in privato favorevole a Cass come suo successore, ma evitò di rimanere coinvolto nella campagna elettorale. Alla convention nazionale, dal 22 al 25 maggio, Polk inviò un messaggio ribadendo il rifiuto a ricandidarsi; James Buchanan, Cass e il giudice associato della Corte suprema Levi Woodbury emersero come i principali contendenti. Cass fu in testa già dopo il primo scrutinio e aumentò i consensi fino a raggiungere la nomina al quarto scrutinio; gli fu affiancato William Orlando Butler, che aveva sostituito Winfield Scott come comandante generale a Città del Messico. La nomina di Cass fu egualmente avversata sia da nordisti sia da sudisti, entrambi vendendolo non abbastanza esposto sulla questione della schiavitù.
Durante il corso della guerra messico-statunitense i generali Zachary Taylor e Scott erano emersi come forti candidati del Partito Whig, insieme al senatore pacifista Thomas Corwin e al parlamentare di lungo corso Henry Clay; mentre il conflitto proseguiva il livello di apprezzamento nei confronti di Taylor da parte dell'opinione pubblica crebbe tanto da fargli annunciare nel 1847 che non avrebbe rifiutato la presidenza. La convention nazionale Whig ebbe luogo l'8 di giugno con Taylor, Clay, Scott e il senatore del Massachusetts Daniel Webster come candidati principali; dopo il primo ballottaggio Taylor era di poco in testa davanti a Clay, ma continuò ad accrescere i consensi conquistando la nomina al quarto scrutinio. Clay si mostrò contrariato dalla nomina, in quanto l'ideologicamente ambiguo Taylor non aveva ancora mai articolato chiaramente le sue preferenze politiche. Anche Polk criticò privatamente la scelta, affermando che il generale "è assolutamente non qualificato". A Taylor fu affiancato l'ex deputato del Congresso Millard Fillmore dello Stato di New York.
A New York una fazione di Democratici anti schiavisti nota come "Barnburners" aveva sostenuto fortemente l'emendamento Wilmot e di converso respinse Cass; accompagnati anche da altri colleghi provenienti da vari Stati tennero una convention nominando l'ex presidente Van Buren come loro candidato. Sebbene questi non fosse stato particolarmente noto per le sue opinioni libertarie mentre era presidente, egli abbracciò pienamente in tale occasione la causa abolizionista. Nasceva così il Free Soil Party. Polk fu sorpreso e deluso dalla conversione politica del suo ex alleato e fu preoccupato dal pericolo di divisione costituito da un Partito del nord e basato solo sull'abolizionismo.. Van Buren fu affiancato da Charles Francis Adams, Sr., figlio dell'ex presidente e noto Whig John Quincy Adams.

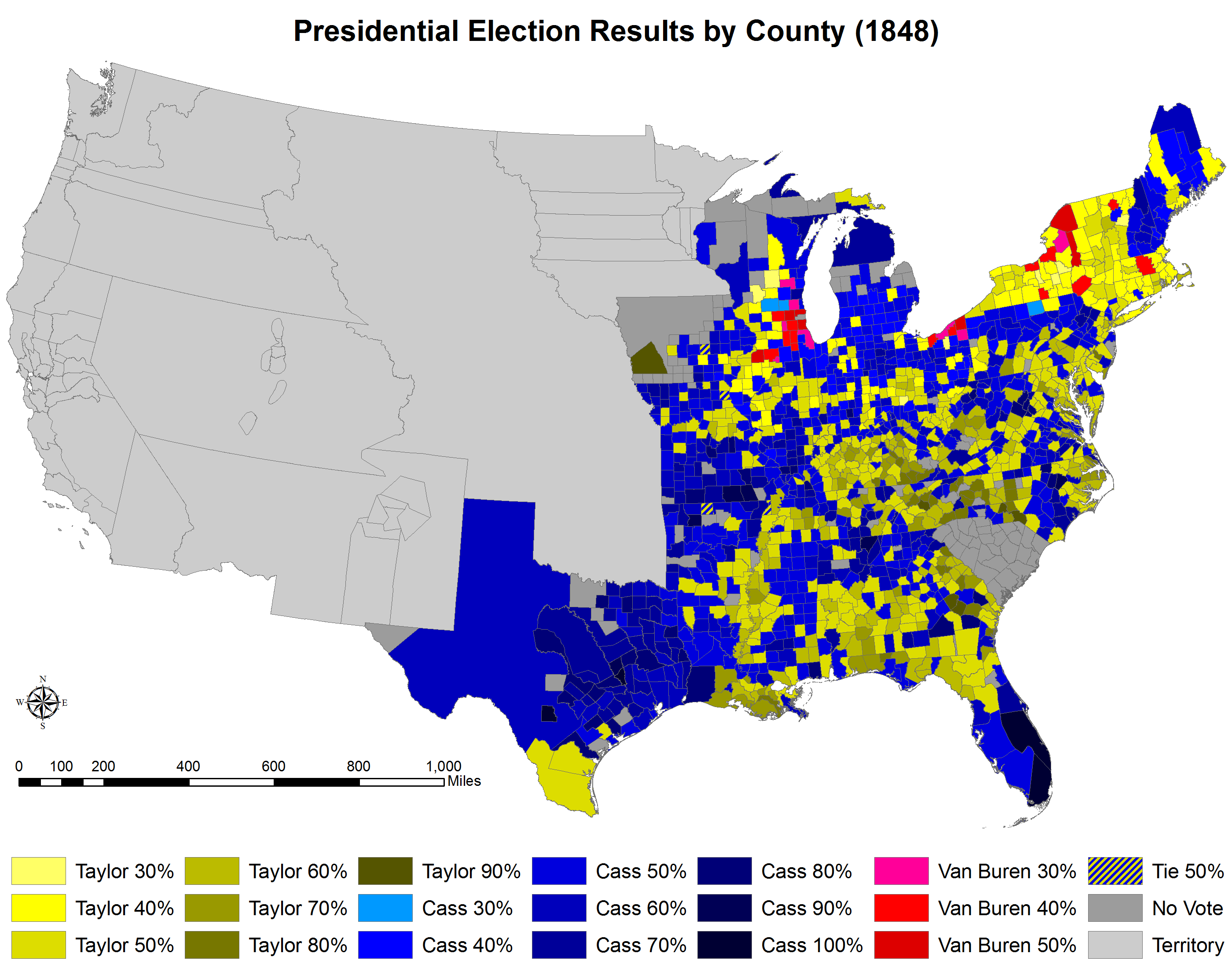
Mappa dei risultati delle elezioni presidenziali del 1848 per contea

Alle elezioni Taylor conquistò il 47,3% del voto popolare e la maggioranza dei grandi elettori; Cass si fermò al 42,5%, mentre Van Buren avrà il 10,1%, miglior risultato di un candidato di un terzo partito fino ad allora. Nonostante il dibattito sempre più polarizzante sulla schiavitù, sia Taylor sia Cass vinsero Stati sia del nord sia del sud; gran parte del sostegno di Van Buren provenne invece dai Democratici Nordisti. Polk fu molto deluso dal risultato dato che aveva una cattiva opinione di Taylor, vedendo il generale come una persona con scarso giudizio e poche opinioni personali.
Polk si sentì "straordinariamente sollevato" per essere finalmente libero dai doveri pubblici; morì però solo pochi mesi dopo aver lasciato l'incarico. I 103 giorni tra la fine della carica e la morte sono il periodo più breve intercorso dell'intera storia presidenziale.

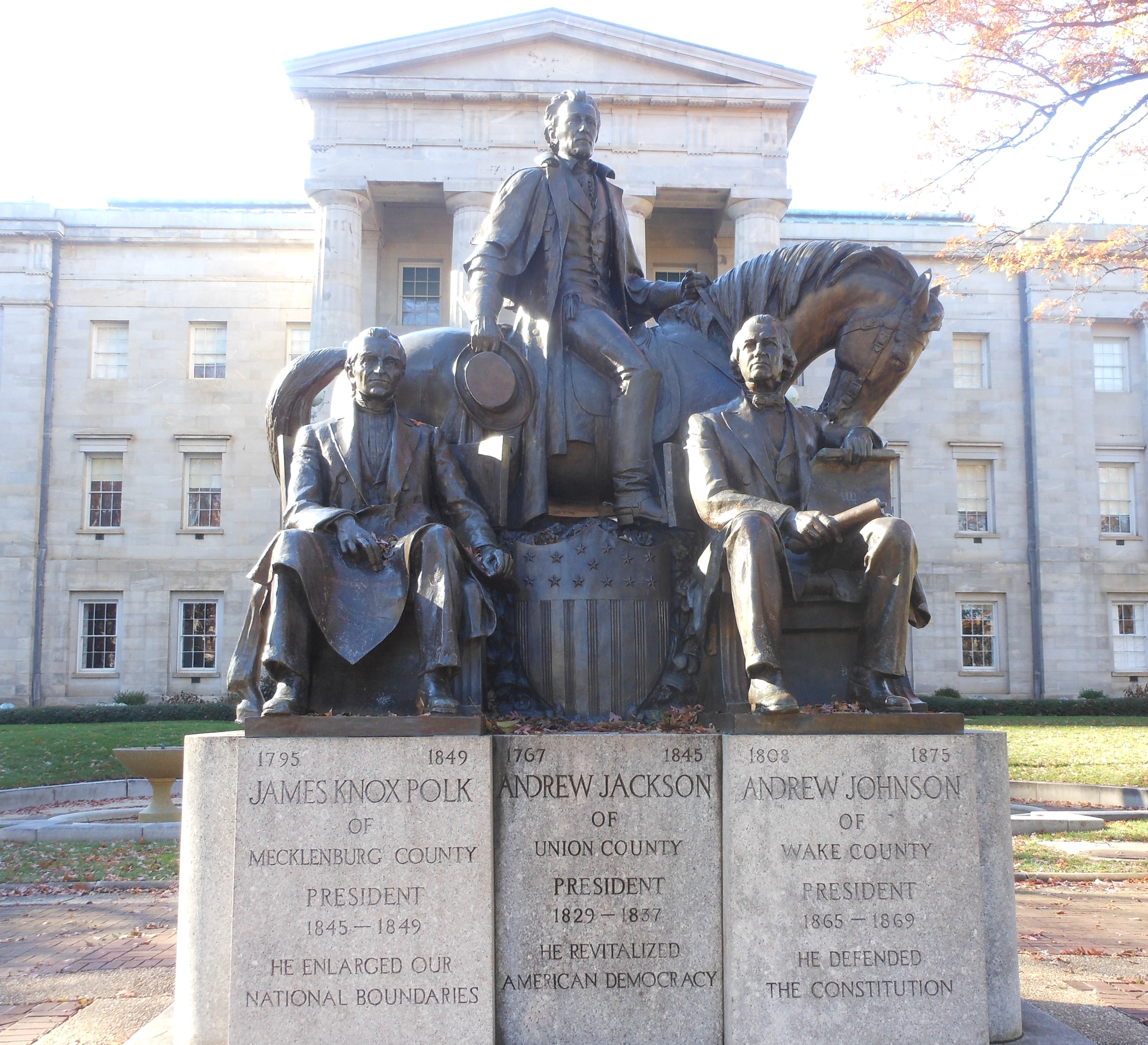
Statue raffiguranti i primi tre presidenti del Democratico: James Knox Polk, Andrew Jackson e Andrew Johnson (anche se quest'ultimo fu eletto nell'"Union Party" assieme ad Abraham Lincoln.

## Reputazione storica
(Mario Francisi, Storia dei presidenti americani, Tascabili Newton, 1996, pag. 29.)
La reputazione storica di Polk fu dapprima costituita dagli attacchi contro di lui da parte degli avversari suoi contemporanei. I politici Whig dissero poi che era stato avvolto da una meritata oscurità. Si dice che Sam Houston, primo governatore del Texas, osservò che Polk era "una vittima dell'uso dell'acqua come bevanda". Il senatore Thomas Corwin dell'Ohio disse: "James K. Polk, del Tennessee? Dopo quello, chi è più al sicuro?". Gli storici repubblicani del XIX secolo ereditarono questa visione; Polk era infatti una figura di compromesso tra i Democratici del nord - come David Wilmot e Silas Wright - e i proprietari di piantagione del sud guidati da John Calhoun. Entrambe le fazioni ritenevano che Polk parteggiasse per l'altra. Questi punti di vista si rifletterono a lungo anche nella letteratura accademica e quindi nel giudizio storico, almeno fino a quando Arthur M. Schlesinger Jr. e Bernard DeVoto cominciarono a sostenere che Polk non era mai stato nelle mani di nessuno, ma che anzi stabilì con costanza e ostinazione i propri obiettivi tanto da raggiungerli tutti. Polk è ora riconosciuto per essere stato da una parte il presidente più forte tra la presidenza di Andrew Jackson e la presidenza di Abraham Lincoln, e dall'altra quello che rese gli Stati Uniti una nazione estesa dalla costa dell'oceano Atlantico a quella del Pacifico.
Quando iniziarono i primi rilevamenti per una classifica storica dei presidenti degli Stati Uniti d'America nel 1948 Polk si classificò al decimo posto nel sondaggio d'opinione condotto da A. M. Schlesinger, mentre si posizionò ottavo nel 1962, undicesimo nel 1996, ancora undicesimo nel 2002, risalendo fino alla nona posizione nel più recente sondaggio commissionato dal The Wall Street Journal nel 2005, e infine 12° nella ricerca condotta da C-SPAN nel 2009 e 14° nel 2017.
I biografi nel corso degli anni hanno sia ridimensionato sia rivalutato la portata dei successi di Polk e della sua eredità, in particolare i suoi ultimi due. "Vi sono tre ragioni principali per cui James K. Polk merita il riconoscimento di presidente significativo e influente", ha scritto Walter Borneman: "1: ha raggiunto gli obiettivi del suo mandato presidenziale esattamente come li aveva definiti; 2: è stato l'amministratore più deciso prima della guerra di secessione americana e 3: ha notevolmente ampliato il potere esecutivo della presidenza, in particolare i suoi poteri di guerra, il suo ruolo come Comandante in capo e la sua supervisione dell'esecutivo. Il presidente Harry Truman riassunse questo stesso punto di vista dicendo che Polk era stato "un grande presidente, disse quello che intendeva fare e lo fece fino in fondo".
Il lascito di Polk assume molte forme, la più notevole è la mappa degli Stati Uniti d'America contigui, la cui estensione aumentò di quasi un terzo. "Guardare quella mappa" - conclude Robert Merry - "e comprendere quanta fu l'espansione a ovest e a sud-ovest inclusa in essa, fa capire la grandezza e vastità dei successi del presidente Polk".
Sebbene vi fossero forze potenti in campo che costringevano gli Stati Uniti a spingersi in direzione degli Stati del Pacifico alcuni storici, come ad esempio Gary Kornblith, hanno ipotizzato che una eventuale presidenza di Henry Clay (se questi fosse riuscito a vincere alle elezioni presidenziali del 1844) avrebbe con molta probabilità visto l'indipendenza permanente sia della Repubblica del Texas sia della Repubblica della California.
Tuttavia l'aggressivo espansionismo di Polk è stato criticato per motivi etici; credeva nel concetto di "destino manifesto" più di molti. Riferendosi alla guerra messico-statunitense il generale Ulysses S. Grant dichiarò: "Ero aspramente contrario all'annessione del Texas e fino ad oggi considero la guerra che ne seguì una delle più ingiuste mai combattute da una nazione più forte contro una più debole: era un esempio di Repubblica che seguiva il pessimo esempio delle monarchie europee, ignorando il senso di giustizia nella propria aspirazione ad acquisire territori.
I politici di maggior spicco Whig, tra cui Abraham Lincoln e prima di lui John Quincy Adams, sostenevano che l'annessione texana e la conseguente cessione messicana rafforzarono le fazioni sudiste favorevoli allo schiavismo. Le condizioni insoddisfacenti della definizione della schiavitù nei territori acquisiti durante la presidenza Polk condussero al compromesso del 1850, uno dei fattori principali della nascita del Partito Repubblicano e più tardi dello scoppio della guerra civile.

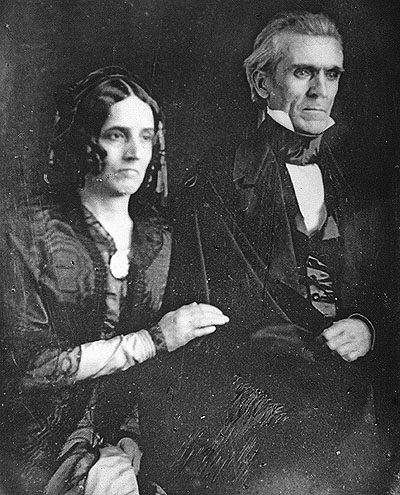
Il presidente assieme alla First lady Sarah Polk

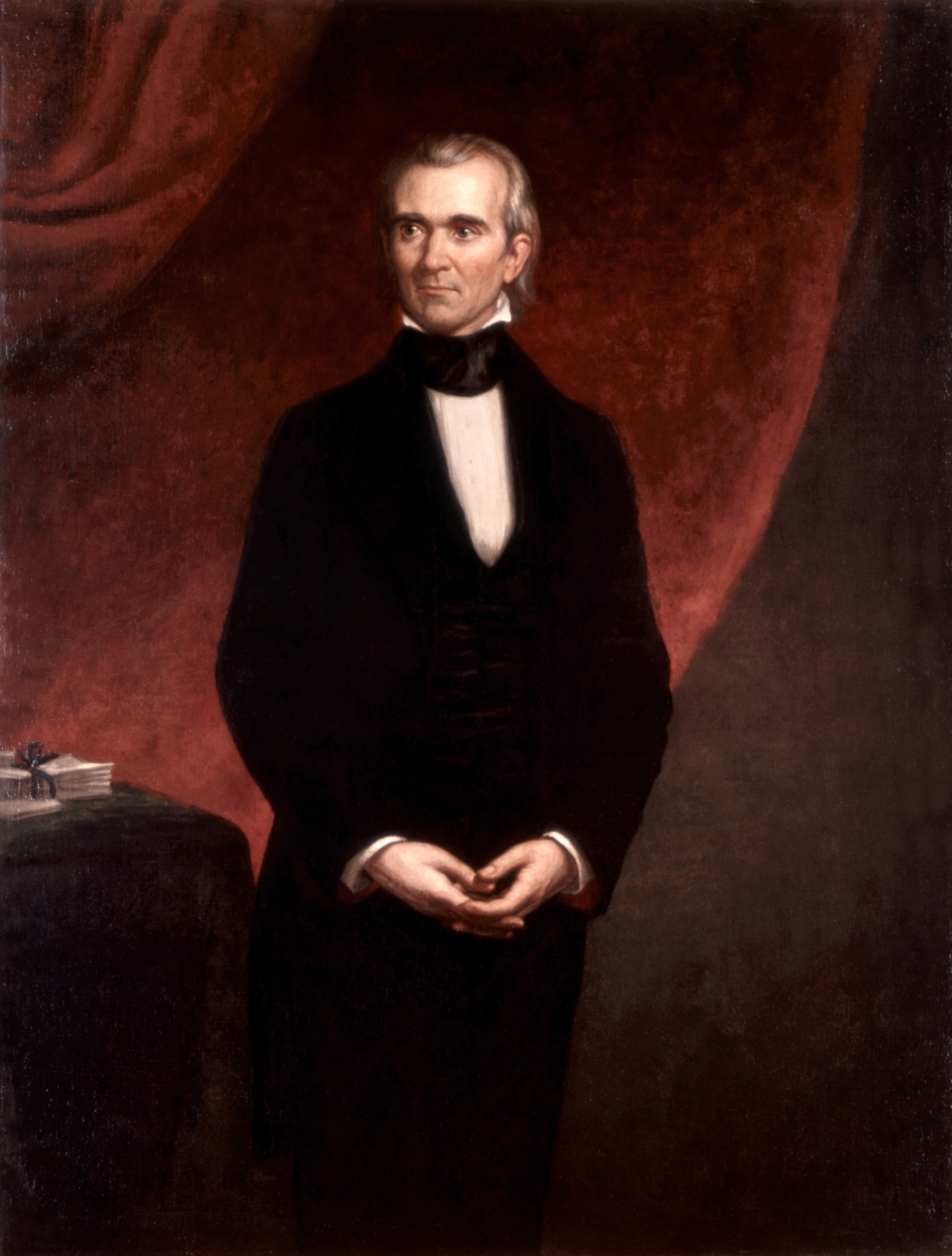
Ritratto ufficiale del presidente in un dipinto di George Peter Alexander Healy

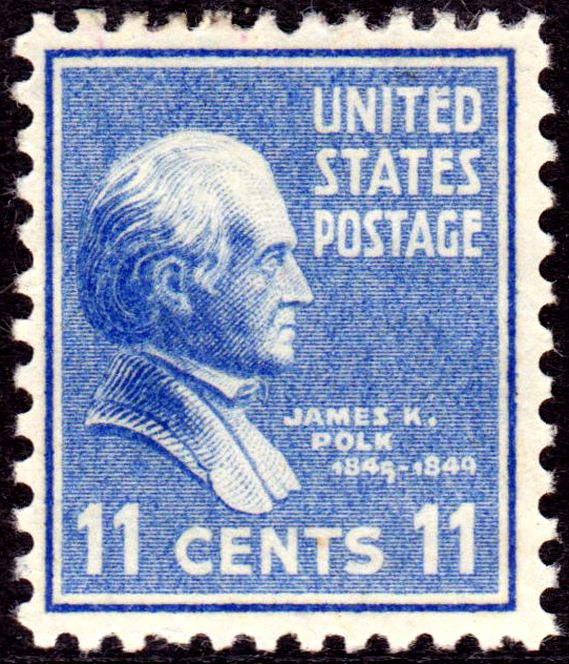
Un francobollo dedicato al presidente del 1938

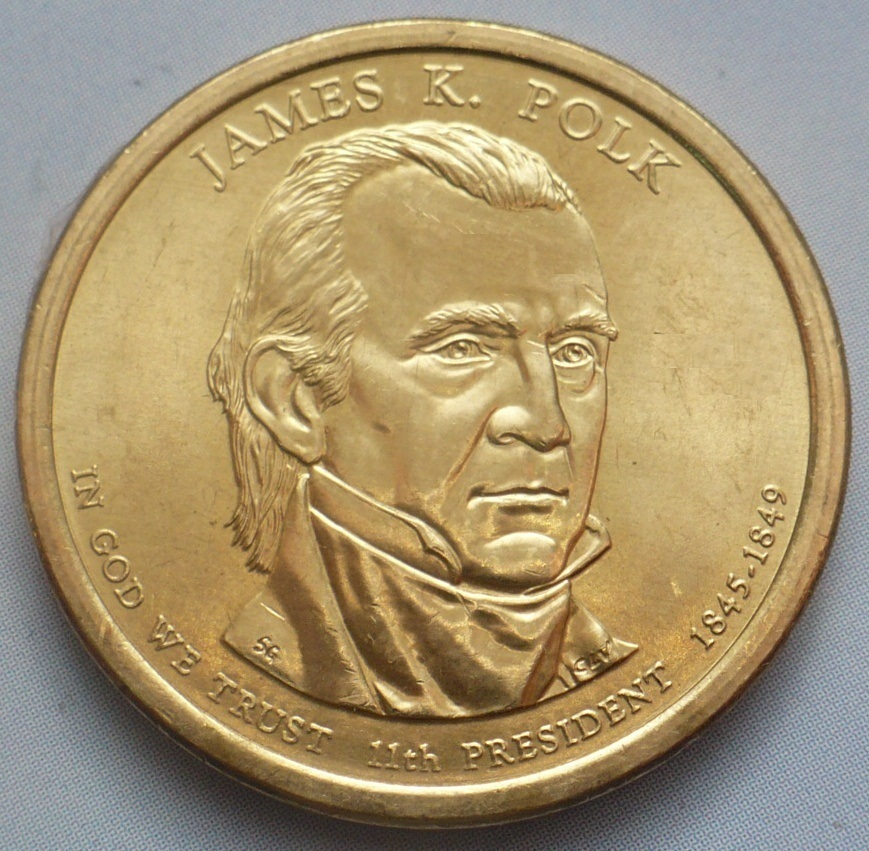
Un dollaro presidenziale del 2011 con l'effigie di Polk

### Fonti primarie
- Cutler, Wayne, et al. Correspondence of James K. Polk. 1972–2004. ISBN 1-57233-304-9. Ten vol. scholarly edition of the complete correspondence to and from Polk.
- Polk, James K. The Diary of James K. Polk During His Presidency, 1845–1849 edited by Milo Milton Quaife, 4 vols. 1910.  Abridged version by Allan Nevins. 1929, online. URL consultato il 3 dicembre 2017 (archiviato dall'url originale il 24 maggio 2012).